# Aleksandra Fëdorovna Romanova
(Aleksandra Fëdorovna al marito in una lettera del 12 novembre 1916)
Aleksandra Fëdorovna Romanova (in russo Александра Фёдоровна Романова?; Darmstadt, 6 giugno 1872 – Ekaterinburg, 17 luglio 1918) fu l'ultima imperatrice consorte di Russia, come moglie dello zar Nicola II.
Nata Alice Vittoria Elena Luisa Beatrice d'Assia e del Reno, fu in nubilato una principessa del Granducato d'Assia e del Reno, nipote della regina Vittoria del Regno Unito. Ricevette il nome di Aleksandra Fëdorovna dopo la sua conversione alla Chiesa ortodossa russa, prima del matrimonio con Nicola II di Russia, suo cugino di secondo grado, e divenne infine Imperatrice consorte di tutte le Russie. Era portatrice sana di emofilia come la nonna materna Vittoria e trasmise la malattia al figlio Aleksej Nikolaevič. La costante preoccupazione per la salute dell'erede la portò ad affidarsi a vari santoni e presunti guaritori, tra i quali emerse Rasputin.
Di formazione luterana e tradizionale, ebbe un buon rapporto con il marito Nicola, sul quale, vista la debolezza di carattere, spesso si impose con decisione. Incapace di capire i cambiamenti sociali in corso a fine secolo e le spinte riformiste, isolata dalla corte russa, si rifugiò nel misticismo religioso e nell'assistenza continua al figlio Alessio. Scoppiata la rivoluzione di febbraio, la monarchia dei Romanov fu dichiarata decaduta e la famiglia imperiale venne fatta prigioniera. Aleksandra fu fucilata, con il resto della sua famiglia, a Casa Ipat'ev, il 17 luglio 1918. Nel 2000 la Chiesa ortodossa l'ha canonizzata come Santa Aleksandra Fëdorovna Portatrice della Passione.

## Biografia

### Infanzia

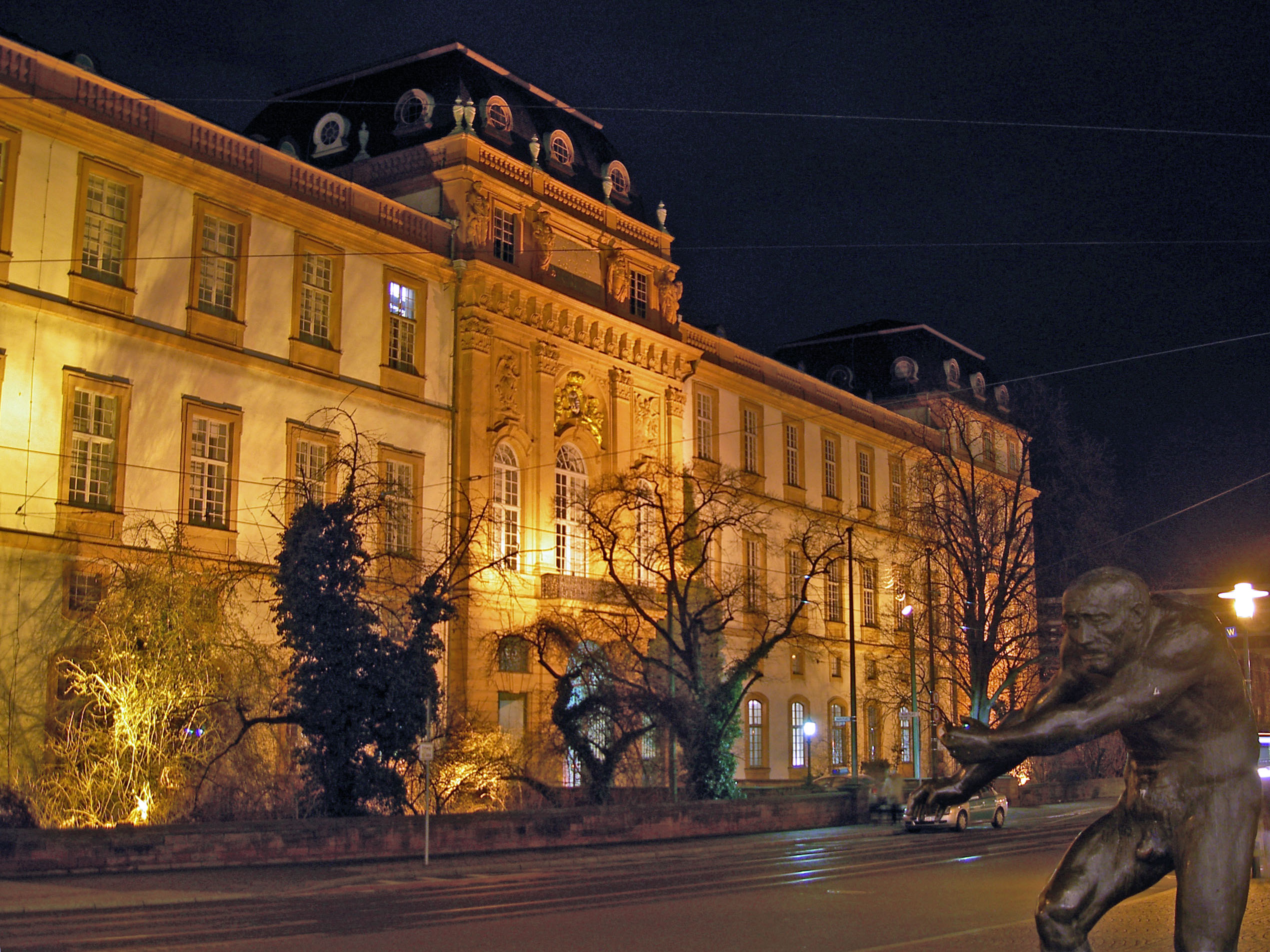
Il castello Marktplatz (Darmstadt), dove nacque la futura zarina

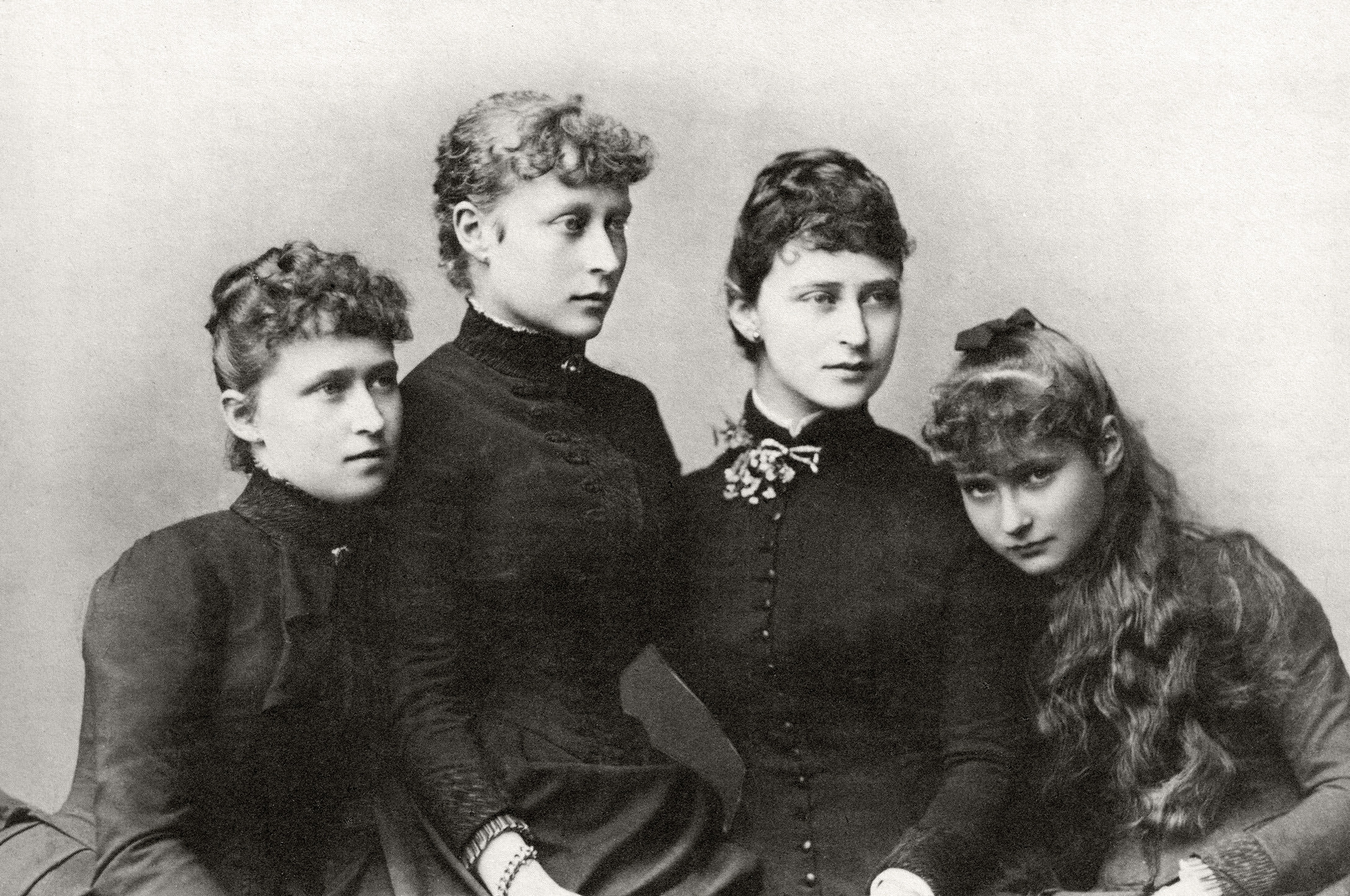
Le 4 figlie di Luigi IV d'Assia nel 1885, da sinistra: Irene, Vittoria, Elisabetta e infine la stessa Alice.

Aleksandra Fëdorovna nacque come Alice d'Assia e del Reno il 6 giugno 1872 nel castello Marktplatz di Darmstadt, capitale del granducato d'Assia, uno dei tanti Stati che componevano l'Impero tedesco. Era la sesta dei sette figli del granduca Luigi IV d'Assia-Darmstadt e della principessa Alice di Gran Bretagna, a sua volta terzogenita della regina Vittoria del Regno Unito e di Alberto di Sassonia-Coburgo-Gotha.
Fu battezzata con rito luterano il 1º luglio 1872 e le furono imposti i nomi della madre e quelli delle zie materne. I suoi padrini e madrine furono:
- Edoardo, principe di Galles, e la sua consorte Alessandra di Danimarca: suoi zii materni;
- lo zarevic Alessandro di Russia e la zarevna Dagmar di Danimarca: suoi futuri suoceri;
- la principessa Beatrice di Gran Bretagna: sua zia materna;
- Augusta d'Assia-Kassel, duchessa di Cambridge: sua prozia materna;
- la principessa Anna di Prussia: nipote di Federico Guglielmo III di Prussia.

Nel dicembre 1878 un'epidemia di difterite colpì il granducato d'Assia: Alice, le sue sorelle Vittoria, Irene e Maria, nonché il fratello Ernesto, si ammalarono. Mentre i fratelli superarono la malattia, la piccola Maria non ce la fece e morì all'età di quattro anni. Nel frattempo la madre di Alice, la granduchessa d'Assia, fu contagiata dal morbo mentre assisteva il figlio durante la convalescenza, quando la futura zarina aveva appena sei anni: la principessa Alice morì il 14 dicembre 1878 all'età di 35 anni e fu tumulata nel mausoleo granducale a Rosenhöhe.
In seguito a tale evento, la futura imperatrice di Russia si affezionò molto alla nonna materna. Come conseguenza, trascorse parte della propria infanzia nel Regno Unito, dove frequentemente soggiornava con i suoi parenti britannici nel castello di Balmoral, in Scozia, e ad Osborne House, sull'isola di Wight. Dopo la perdita della madre e della sorella più giovane, il temperamento di Alice d'Assia divenne più riservato e introverso. Nel 1892 anche suo padre morì e il fratello, Ernesto Luigi, gli succedette.

### Matrimonio

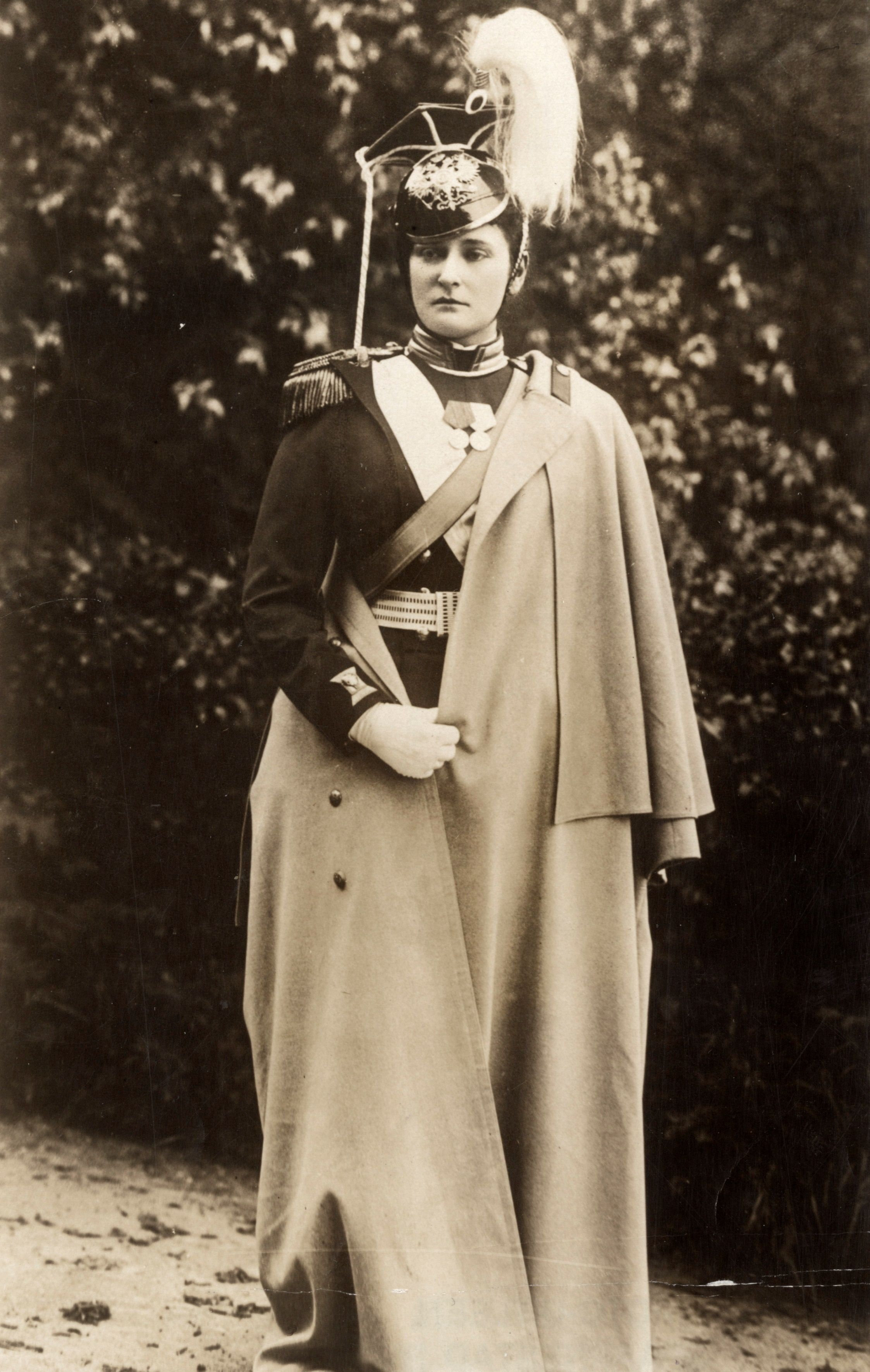
Alice d'Assia nel 1893

Alice d'Assia si sposò relativamente tardi per una donna del suo rango, nell'epoca in cui viveva. Aveva rifiutato una proposta del principe Alberto Vittorio, duca di Clarence (il primogenito del principe di Galles), nonostante la forte pressione della famiglia. La regina Vittoria desiderava che la nipote diventasse la futura sovrana del Regno Unito, tuttavia rispettò la sua decisione.

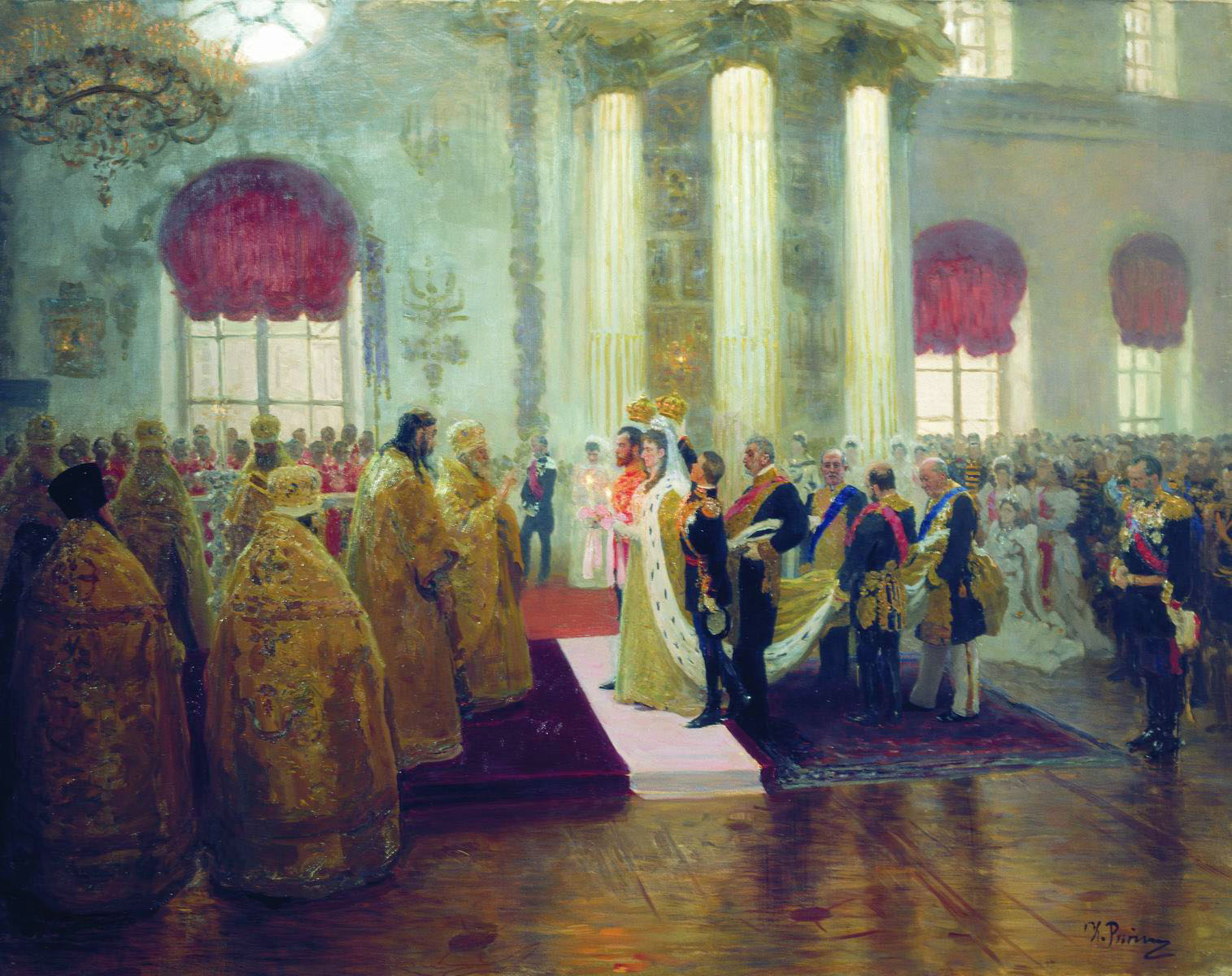
Dipinto russo raffigurante il matrimonio di Nicola II con Aleksandra Fëdorovna (1894)

La principessa Alice, a quel tempo, aveva comunque già incontrato il futuro coniuge (nel 1884 e nel 1889), lo zarevic di Russia Nicola, la cui madre era la cognata del principe di Galles e il cui zio, il granduca Sergej Aleksandrovič, era sposato con sua sorella Elisabetta. I due giovani erano anche secondi cugini, poiché entrambi pronipoti di Guglielmina di Baden, consorte del granduca Luigi II d'Assia. «Il mio sogno è di sposare un giorno Alix H. Io l'ho amata per lungo tempo, ma più profondamente e intensamente dal 1889, quando lei trascorse sei settimane a Pietroburgo. Per lungo tempo mi sono opposto al sentimento che il mio più caro sogno diventasse realtà», scrisse Nicola nel suo diario.
Inizialmente il padre di Nicola, lo zar Alessandro III, si oppose alla prospettiva delle nozze del figlio. La società russa rifiutava apertamente Alice d'Assia, nella consapevolezza che l'imperatore e la zarina Maria, entrambi antigermanici, non avrebbero permesso un'unione tra lo zarevic e una principessa tedesca. Benché la principessa fosse sua figlioccia, è generalmente risaputo che il sovrano ambiva a un migliore matrimonio per l'erede, ad esempio con la principessa Elena, figlia di Filippo d'Orléans, conte di Parigi, pretendente al trono di Francia. Tuttavia, il legame con Elena non piaceva a Nicola, tant'è che egli scrisse nel proprio diario: «Mamma fece alcune allusioni ad Elena, la figlia del conte di Parigi. Io voglio andare in una direzione ed è evidente che mamma vuole che io scelga l'altra». Anche Elena resisteva però alle sollecitazioni: lei era cattolica e non desiderava abbandonare la propria fede per diventare russa ortodossa.

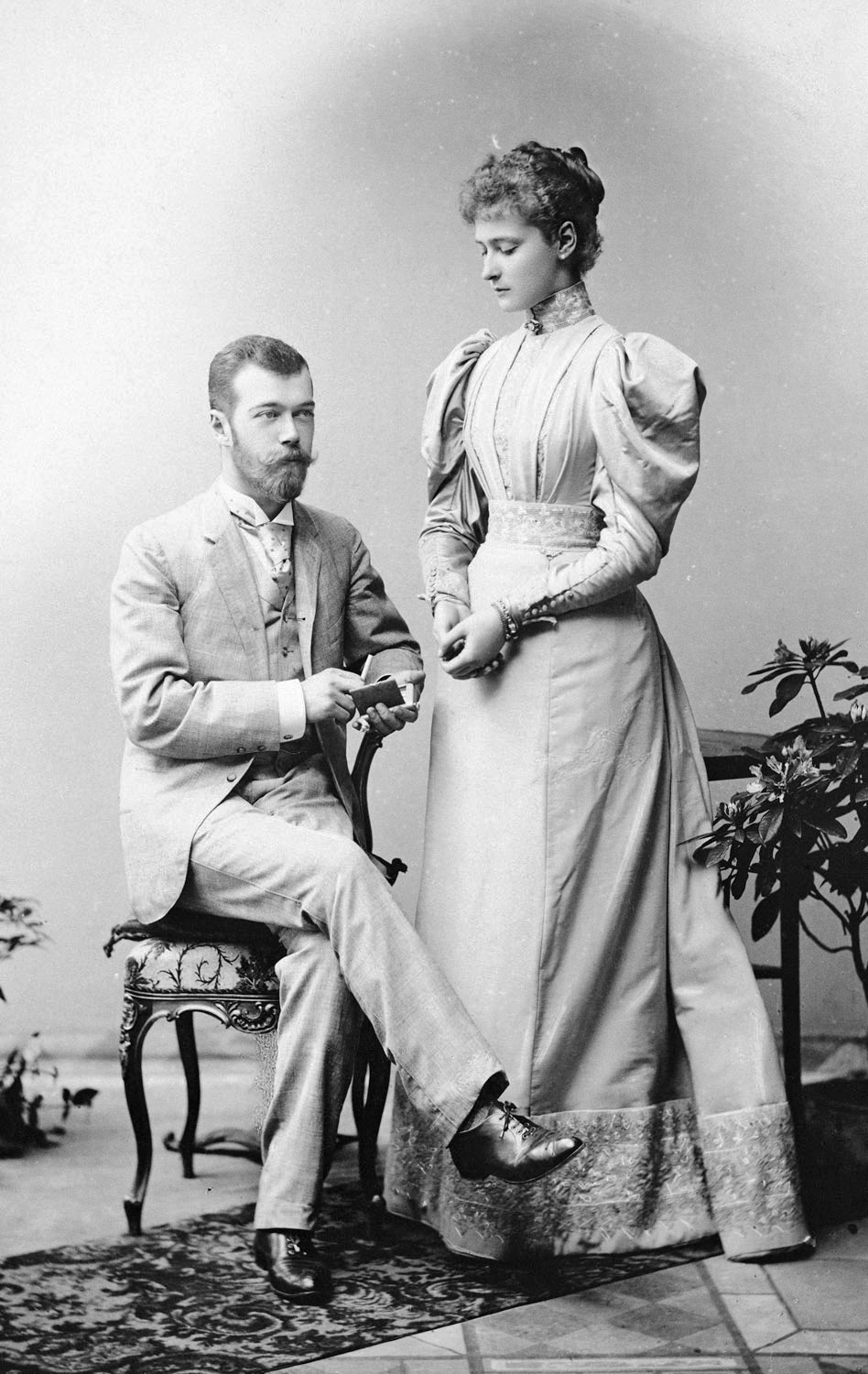
Nicola Aleksandrovič e Aleksandra Fëdorovna nel 1894, l'anno del fidanzamento e del matrimonio

Lo zar inviò quindi emissari alla famiglia della principessa Margherita di Prussia, figlia del kaiser Federico III di Germania e sorella dell'imperatore Guglielmo II. Nicola dichiarò risolutamente di non essere d'accordo con questa scelta e neppure lo era la nobile tedesca, la quale, dal canto suo, affermò di non volere abiurare alla sua religione protestante per quella russa ortodossa. Finché la salute era buona Alessandro III ignorò le proteste dello zarevic; cominciò a cedere solo quando la sua condizione fisica iniziò a peggiorare nel 1894. Alice d'Assia era, altresì, turbata dalla richiesta di rinunciare alla propria fede luterana, dato che una zarina russa doveva obbligatoriamente essere ortodossa, ma venne persuasa e alla fine diventerà una fervente convertita.
Lei e il granduca ereditario si fidanzarono, dunque, nell'aprile 1894. Alessandro III morì a Livadija il 1º novembre 1894 e Nicola divenne zar di tutte le Russie all'età di ventisei anni. Aleksandra Fëdorovna accompagnò la famiglia imperiale nel suo viaggio di ritorno a San Pietroburgo con il corpo del defunto imperatore e si dice che le persone salutarono la loro futura sovrana con sinistri mormorii del tipo: «Lei viene a noi dietro a una bara».
Le nozze non vennero ritardate: la coppia si sposò nella cappella del Palazzo d'Inverno il 26 novembre 1894. L'unione che iniziò quel giorno rimase tale e quale per tutto il resto delle loro vite: fu di tipo vittoriano esternamente, serena e adeguata, ma basata su un'intensa affettuosità.
Con il matrimonio Alessandra Fëdorovna rinunciò al suo titolo di principessa d'Assia e del Reno e assunse invece un nuovo e prestigioso rango. Nelle cerimonie solenni le spettava l'appellativo di: Sua Maestà Imperiale la zarina Aleksandra Fëdorovna, imperatrice di Russia, granduchessa di Smolensk, di Lituania, Volinia, Podolia e Finlandia, principessa di Estonia, Livonia, Curlandia e Semgalia, Bialystock, Carelia, Tver, Juguria, Perm', Vjatka, Bulgaria e altri Paesi; granduchessa del Basso Novgorod, di Černigov, Rjazan', Polotsk, Rostov, Jaroslavl', Belozersk, Oudoria, Obdoria, Condja, Vitebsk, Mstislav' e del Nord; Augusta consorte del sovrano di Cartalinia, Iveria, Kabardinia, Armenia, Turkestan; erede al trono di Norvegia, duchessa di Schleswig-Holstein, Stormarn, Ditmars e Oldenburg, della dinastia dei Romanov-Holstein-Gottorp.
Dopo il solenne sposalizio la sorella maggiore di Aleksandra Fëdorovna, Elisabetta d'Assia-Darmstadt (detta Ella), divenne anche sua zia, avendo sposato il settimogenito di Alessandro II. La coppia imperiale era inoltre strettamente imparentata con le case reali di Germania, Gran Bretagna, Danimarca, Grecia e Norvegia.

### Incoronazione

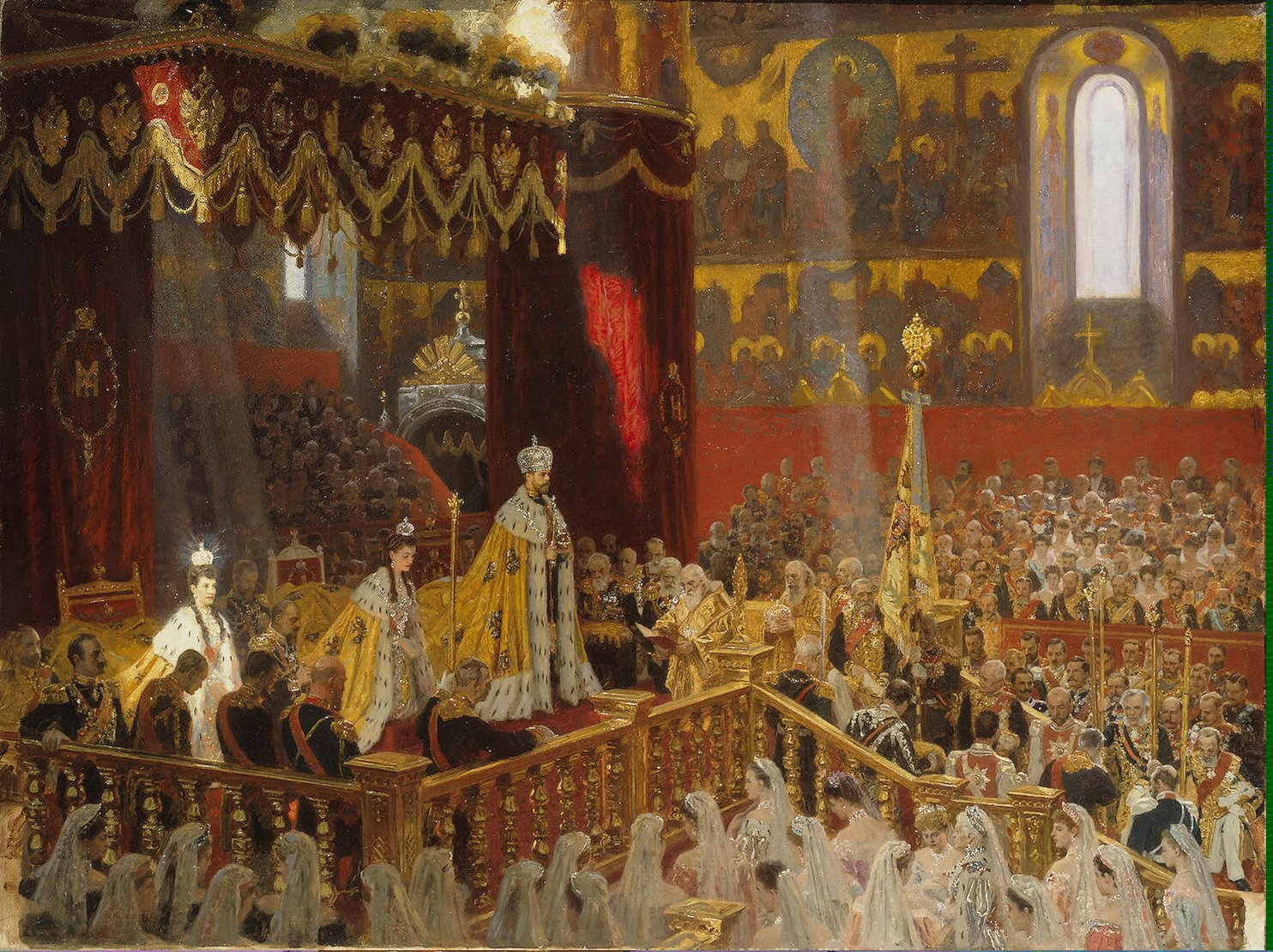
L'incoronazione dello zar e della zarina (1896)

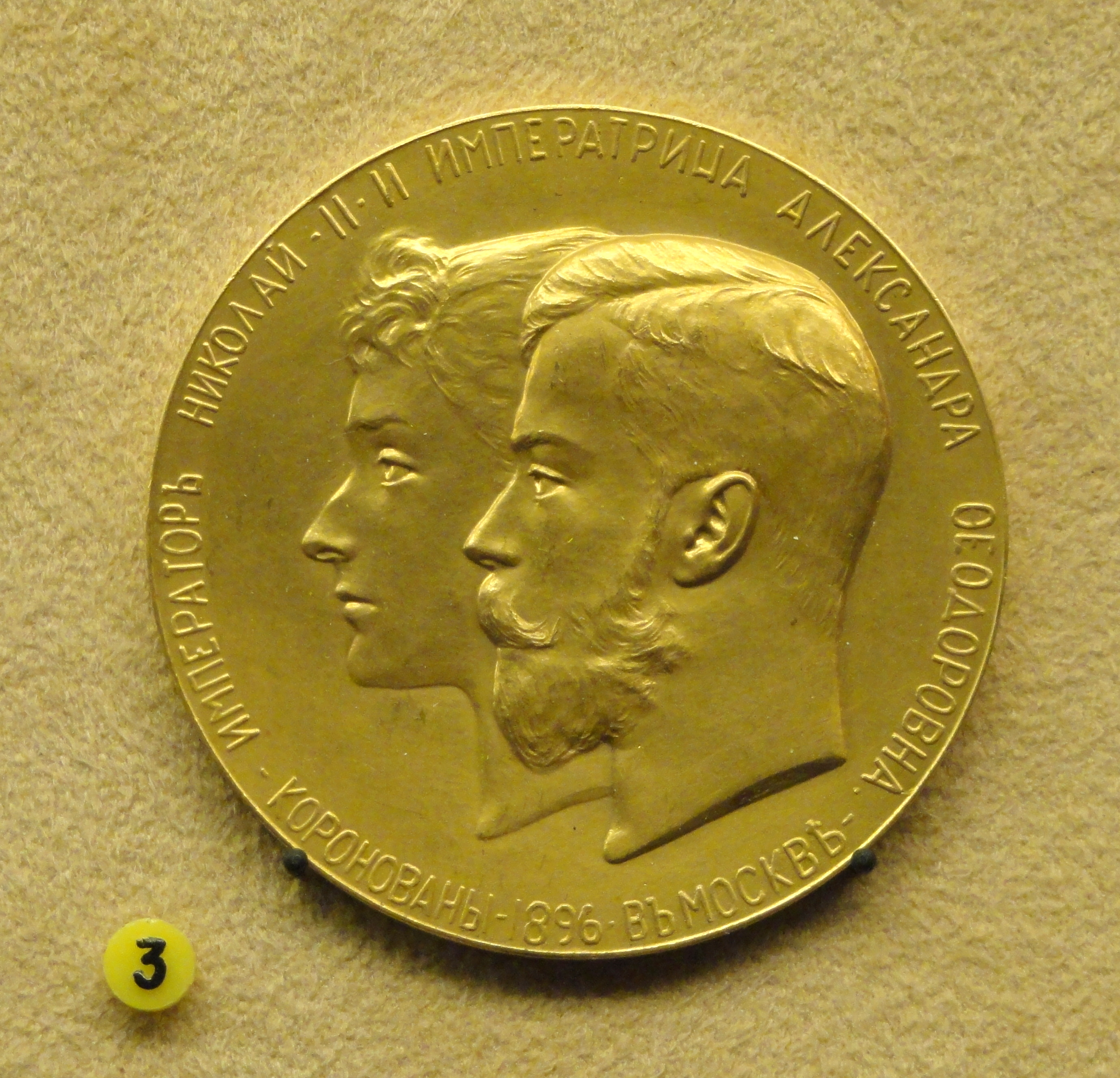
Medaglia per l'incoronazione di Nicola II e della zarina

Aleksandra Fëdorovna acquisì formalmente la dignità di imperatrice di Russia il giorno delle nozze, e il 14 maggio 1896 fu officiato il fastoso rito dell'incoronazione della coppia all'interno del Cremlino di Mosca. Il giorno seguente, tuttavia, un evento tragico funestò le celebrazioni: migliaia di contadini, infatti, erano stati calpestati a morte, nella grande confusione, al campo di Chodynka a Mosca, quando si era diffusa la notizia che non c'erano doni commemorativi dell'evento a sufficienza per tutti.

Lo zar dichiarò che non si sarebbe presentato al ballo organizzato per quella sera dall'ambasciatore francese, il marchese di Montebello Gustave-Louis Lannes, ma gli zii paterni Vladimir Aleksandrovič Romanov, Pavel e Sergej, lo convinsero a parteciparvi ugualmente per non offendere il diplomatico di Parigi. Alla fine, come sarebbe capitato molte altre volte durante il suo regno, Nicola II si arrese, così lui e Aleksandra Fëdorovna si recarono al ballo. Sergej Witte commentò: «Noi ci aspettavamo che la festa venisse annullata. Invece essa ebbe luogo come se nulla fosse accaduto e le danze vennero aperte dalle Loro Maestà ballando una quadriglia».

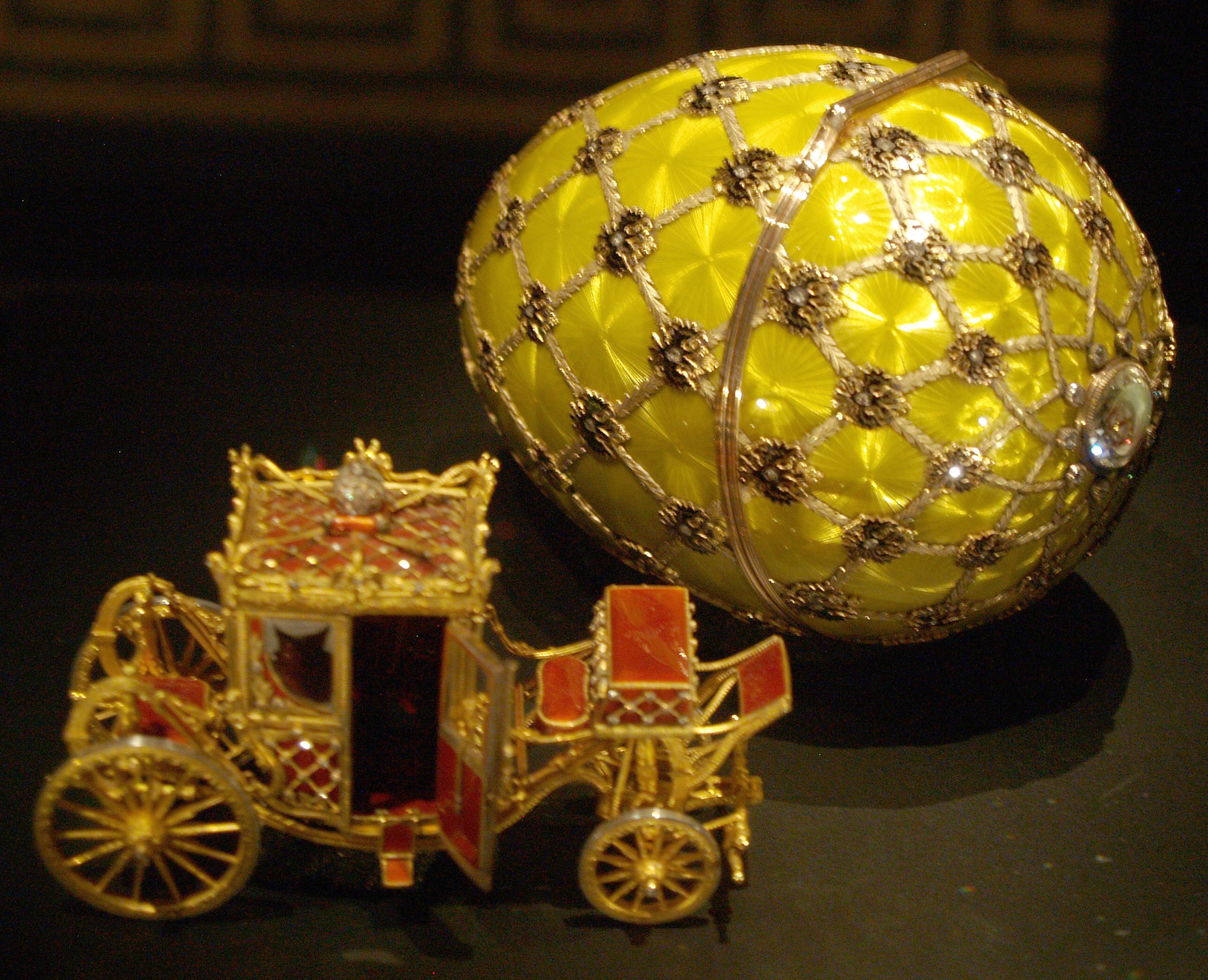
L'Uovo dell'incoronazione, realizzato da Fabergé, donato nel 1897 dallo zar Nicola II alla consorte

Fu una serata infausta: l'imperatrice appariva sofferente e l'ambasciatore britannico ne informò la regina Vittoria. Molti russi ritennero che il disastro del campo di Chodynka fosse un presagio del fatto che il regno sarebbe stato infelice; altri, più sofisticati o più vendicativi, usarono la tragedia per sottolineare la spietatezza dell'autocrazia e la superficialità del giovane zar e della sua «consorte tedesca».

### L'imperatrice, non amata dal popolo
Aleksandra Fëdorovna non riuscì a conquistare il consenso né a corte né tra il popolo. Quando appariva in pubblico era silenziosa, sembrava fredda, altezzosa e indifferente. Lei si sentiva dispiaciuta dall'accoglienza poco entusiastica della gente e dichiarò, inoltre, di essere stanca della morale dissoluta e della severa etichetta della corte russa. In realtà la zarina fece pochi tentativi per stringere contatti e alleanze con gli altri membri dell'ampia famiglia Romanov e generalmente partecipò al minor numero possibile degli eventi di corte. A ciò si doveva anche aggiungere il fatto che l'erede maschio per il trono russo non era ancora nato nei suoi primi quattro episodi di maternità, cosa che diede una grande delusione alla casata del marito.
Veniva sfavorevolmente comparata alla popolare imperatrice madre Maria Feodorovna, figlia del re Cristiano IX di Danimarca e sorella minore della principessa di Galles; inoltre, in Russia, la zarina madre aveva un rango superiore a quello della consorte regnante, a differenza della maggior parte delle altre corti reali europee. La tendenziale ostinazione di Alessandra Fëdorovna non le permise di fare dei tentativi per avvicinarsi alla suocera, più esperta, che avrebbe potuto aiutarla in modo costruttivo. La zia della zarina, l'imperatrice tedesca Vittoria e principessa reale britannica, scrisse alla madre regina Vittoria che «Alix è molto imperiosa e insiste sempre per fare a modo suo; lei non cederà mai una briciola di potere se solo immagina che lo potrà esercitare…».
Aleksandra Fëdorovna era assai consapevole nei confronti del ruolo di suo marito come zar e ne difendeva attivamente i diritti di governante autocratico; era infatti una fervente sostenitrice del diritto divino dei re a governare e non riteneva necessario fare alcuno sforzo per assicurarsi l'approvazione del popolo. Nel 1905 una serie di tumulti interessò la Russia mettendo in serio dubbio il futuro della dinastia imperiale e della stessa istituzione monarchica; in questa situazione lo zar si trovò di fronte alla necessità di scegliere tra la via delle riforme suggerite dal conte Sergej Julievič Vitte oppure imporre una dittatura militare. Per attuare questo secondo progetto egli avrebbe dovuto servirsi dell'appoggio del secondo cugino, il granduca Nikolaj Nikolaevič, comandante dell'esercito; egli, però, di fronte alle richieste del sovrano, rifiutò e minacciò di suicidarsi piuttosto che difendere l'autocrazia in questo modo. Nicola II, scontrandosi con la fermezza del parente, non poté fare altro che accettare il programma di riforme, ma questo scontentò notevolmente la moglie, la quale, da fervente sostenitrice dell'assolutismo, non lo giustificò per il mancato intervento a favore della monarchia.
Durante la prima guerra mondiale, che portò a una crescita di patriottismo, tutte le rimostranze che i russi avevano nei confronti dell'imperatrice – la sua nascita tedesca, la sua apparente freddezza, la sua devozione allo starec Grigorij Rasputin – si fusero in un unico, radicale sentimento di avversione.

### Alessandra e i suoi figli
Circa un anno dopo il matrimonio con lo zar, Aleksandra Fëdorovna, il 15 novembre 1895, diede alla luce una bambina, che venne chiamata Olga. Olga, tuttavia, non poteva essere l'erede al trono a causa della legge salica, ripristinata dallo zar Paolo I (che pure era subentrato alla madre Caterina II), secondo la quale solamente un uomo poteva aspirare alla successione. Olga fu molto amata dai suoi giovani genitori. Altre tre figlie la seguirono: Tatiana, nata il 10 giugno 1897, Maria, nata il 26 giugno 1899, e Anastasia, nata il 18 giugno 1901. Dopo la nascita dell'ultima figlia passarono ancora tre anni prima che l'imperatrice partorisse il tanto atteso erede: Aleksej Nikolaevič, nato nella reggia di Peterhof il 12 agosto 1904. Qualche tempo dopo il lieto evento, i genitori scoprirono con grande costernazione che il principe era affetto da emofilia, un'incurabile patologia del sangue trasmessagli dalla madre.

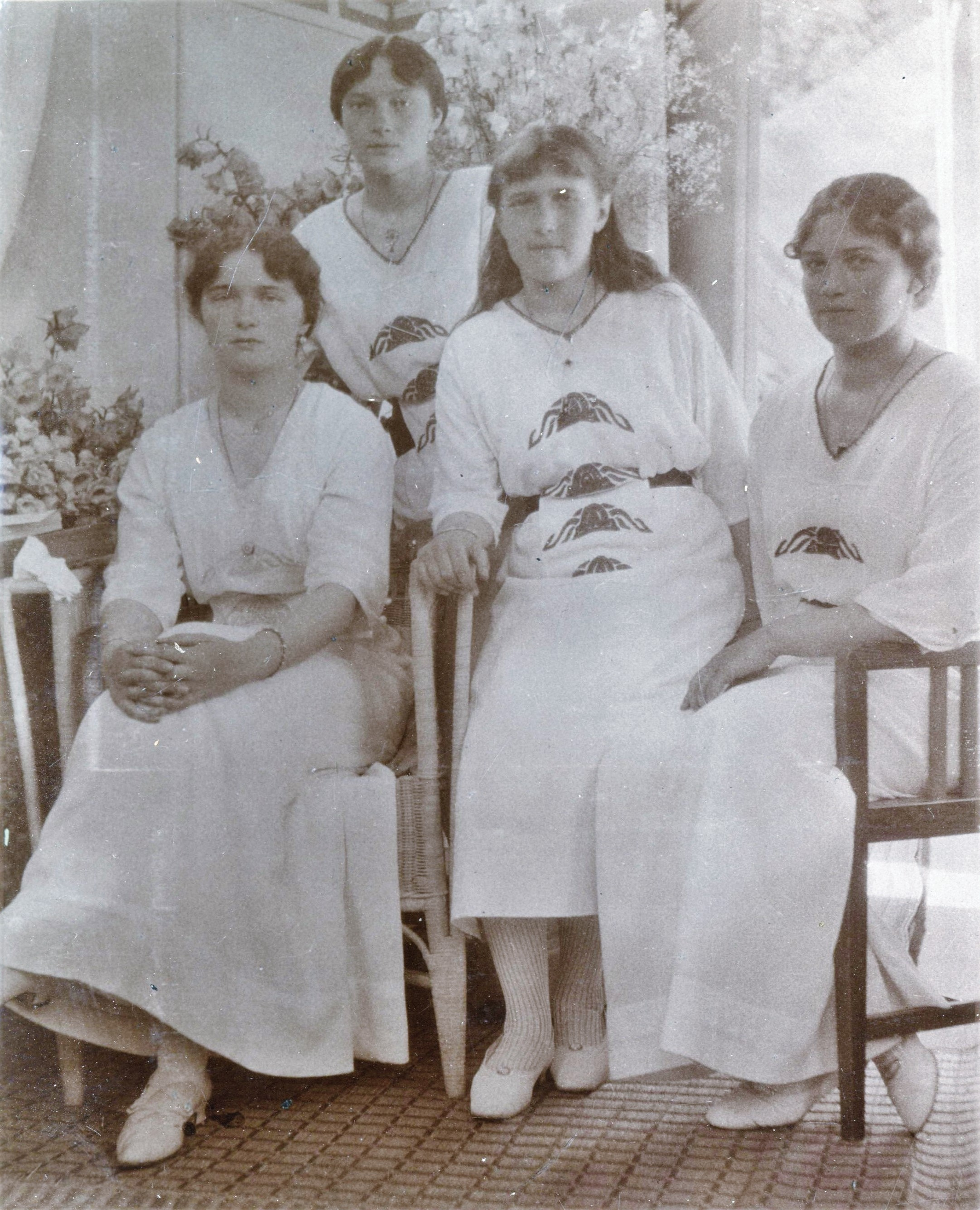
Le 4 figlie della coppia imperiale nel 1915, note anche con l'acronimo OTMA: (da sinistra) Olga, Tatiana, Anastasia e Maria.

Direttamente sopra al salottino color malva nel palazzo Aleksandrovskij era allestito l'asilo nido dei figli. Ogni mattina, Aleksandra Fëdorovna poteva sdraiarsi sul suo divano e, attraverso il soffitto, ascoltare il rumore di passi dei bambini e la musica dei loro esercizi al pianoforte. Un ascensore e scale private conducevano direttamente nelle stanze al piano superiore.
Aleksandra Fëdorovna, per il popolo russo, era una gelida tedesca, priva della capacità di comprendere le necessità di coloro che la attorniavano, a meno che non fossero suoi familiari. Questo in un certo senso era vero, visto che, come il marito, teneva molto alla propria famiglia. L'imperatrice, fin dalla sua infanzia, era stata molto timida. Non gradiva le apparizioni in pubblico e le trascurava, cercando di evitarle per quanto possibile. La zarina preferiva ritirarsi in disparte, lasciando spazio alla suocera che, in un certo qual modo, era anche un diritto di Maria Feodorovna. L'insicurezza e il desiderio di solitudine della madre ebbero serie conseguenze non soltanto sui cinque figli ma pure sul destino dell'impero russo.

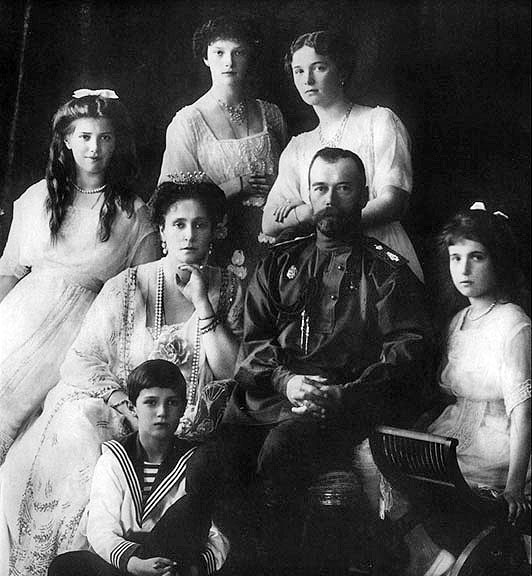
La famiglia imperiale russa nel 1913. Da sinistra a destra: la granduchessa Maria, la zarina Alessandra, le granduchesse Olga e Tatiana, lo zar Nicola II, e la granduchessa Anastasia. Lo zarevic Alessio è seduto davanti ai suoi genitori.

Con la figlia maggiore Olga a volte aveva dei problemi, probabilmente dovuti alla circostanza che era la primogenita. La granduchessa era molto simile al padre; timida e sottomessa, suscitava interesse per la sua gentilezza, la sua innocenza e la forza dei suoi sentimenti. Quando crebbe, Olga cominciò a leggere molto, soprattutto testi di narrativa, spesso prendendo in prestito i volumi dalla libreria della madre prima che l'imperatrice stessa li avesse letti.
La zarina si intendeva di più con la secondogenita, Tatiana. In pubblico e nella vita privata, la granduchessa si occupava della madre con immutata attenzione. Durante gli ultimi mesi di vita della famiglia, la giovane aiutava sempre l'ex sovrana a spostarsi, spingendola per la casa con una sedia a rotelle.
La terza figlia, Maria, amava parlare di matrimonio e di bambini. Lo zar riteneva che sarebbe diventata una moglie eccellente.
Anastasia, la più giovane e la più famosa (in seguito) delle sorelle, era la švibzik, il russo per "ragazzina vivace". Si arrampicava sugli alberi e si rifiutava di scendere a meno che non le fosse specificamente ordinato dal padre. Sua zia e madrina, la granduchessa Ol'ga Aleksandrovna Romanova, ricordò una volta l'episodio in cui Anastasia continuava a non obbedire fino a quando non fu costretta a darle uno schiaffo.
Quando erano bambine, Aleksandra Fëdorovna le vestiva come fossero state gemelle: le due più grandi e le due più piccole indossavano abiti abbinati. Allorché Olga e Tatiana crebbero, iniziarono, però, ad esercitare un ruolo più consapevole nella vita pubblica. Nicola II e Aleksandra Fëdorovna avevano intenzione di far debuttare ufficialmente in società le due figlie più grandi nel 1914, dopo il compimento dei diciannove anni della primogenita e dei diciassette di Tatiana, ma scoppiò la prima guerra mondiale e il progetto venne cancellato.
Aleksandra Fëdorovna stravedeva per il granduca Aleksej e il precettore del bambino, Pierre Gilliard, scrisse: «Alessio era al centro di una famiglia unita, il focus di tutte le loro speranze e affetti. Le sue sorelle lo adoravano. era la gioia e l'orgoglio de suoi genitori. Quando stava bene il palazzo si trasformava. Chiunque e qualunque cosa in lui sembrava lavato nella luce solare».
Dovendo vivere sapendo che gli aveva contagiato l'emofilia, Aleksandra Fëdorovna era ossessionata dal pensiero di proteggere il figlio; lo teneva sott'occhio continuamente e consultava molti mistici che rivendicavano la capacità di curarlo durante le sue crisi quasi fatali. La zarina viziò il suo unico erede maschio e lo lasciò fare a modo suo; sembrava che prestasse più attenzione a lui che a qualunque delle altre quattro figlie. Quando la malattia del principe venne infine annunciata pubblicamente nel 1912, Aleksandra Fëdorovna divenne ancora più impopolare tra i russi. Il suo passato tedesco, durante la grande guerra poté solo far aumentare questo odio.

#### Figli
La coppia imperiale ebbe la seguente prole:
- Granduchessa Ol'ga Nikolaevna (15 novembre 1895 – 17 luglio 1918);
- Granduchessa Tat'jana Nikolaevna (10 giugno 1897 – 17 luglio 1918);
- Granduchessa Marija Nikolaevna (26 giugno 1899 – 17 luglio 1918);
- Granduchessa Anastasija Nikolaevna (18 giugno 1901 – 17 luglio 1918);
- Zarevic Aleksej Nikolaevič (12 agosto 1904 – 17 luglio 1918);

### L'emofilia e Rasputin

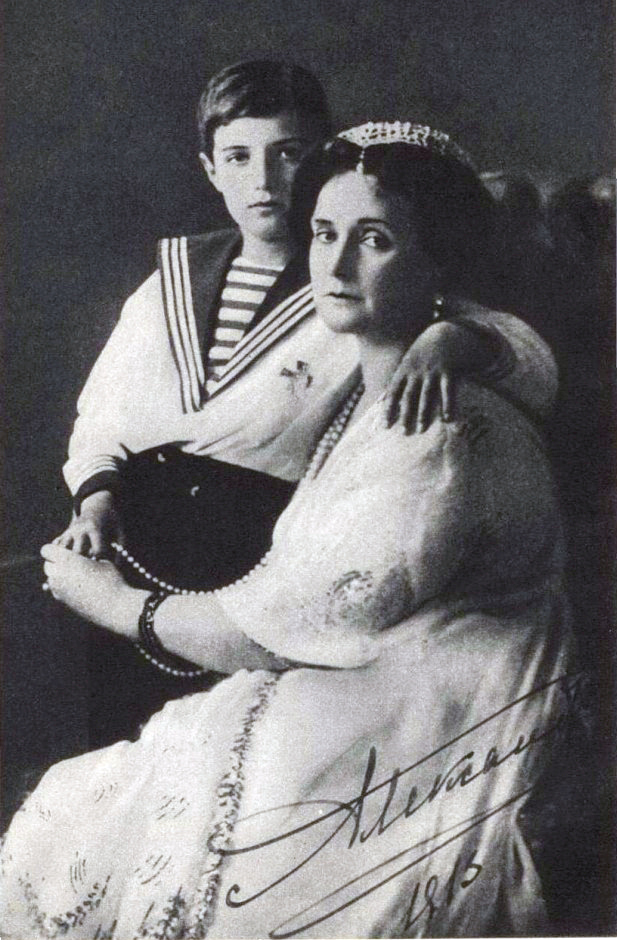
Alessandra e lo zarevic Alessio nel 1913

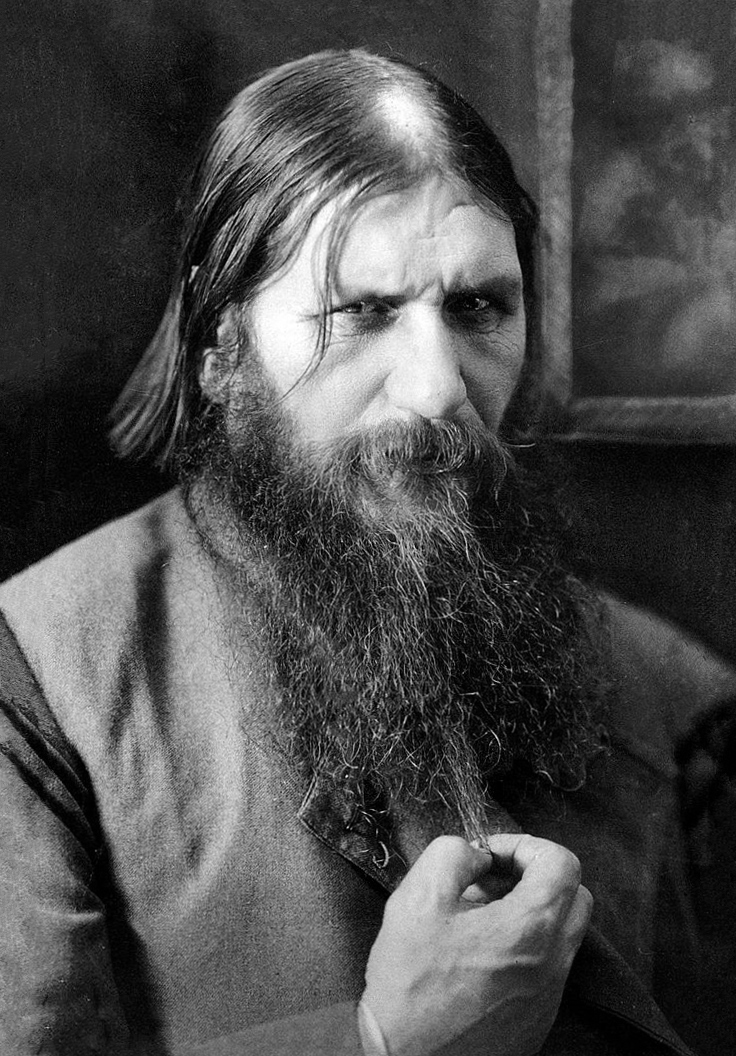
Fotografia raffigurante Grigorij Rasputin.

Lo zarevic nacque nel periodo cruciale della guerra russo-giapponese, il 12 agosto 1904. Era l'erede al trono di Russia e Aleksandra Fëdorovna, partorendo un figlio maschio, aveva compiuto il suo più importante compito di zarina. Inizialmente il ragazzo sembrava normale e in salute, ma in poche settimane si notò che, quando cadeva o urtava qualcosa, i suoi lividi non guarivano, anzi peggioravano e il suo sangue si coagulava molto lentamente. Si scoprì ben presto che Alessio soffriva di emofilia e che poteva essergli stata trasmessa unicamente dal ramo britannico della famiglia dell'imperatrice.
Generalmente, all'inizio del XX secolo, l'emofilia era fatale; la malattia si diffuse nelle case regnanti d'Europa attraverso le figlie della regina Vittoria, lei stessa portatrice sana della patologia. Alessandra perse un fratello, Federico, a causa del morbo e così pure uno zio, il principe Leopoldo, duca di Albany; sua sorella, principessa Irene d'Assia-Darmstadt era una portatrice del gene e, attraverso il suo matrimonio con il cugino Enrico di Prussia, portò l'emofilia nel ramo cadetto della famiglia reale prussiana. La principessa Vittoria Eugenia di Battenberg, un'altra nipote della regina inglese e prima cugina di Aleksandra Fëdorovna, fu anch'essa una trasmettitrice della patologia: sposò il re Alfonso XIII di Spagna e due dei suoi figli nacquero emofiliaci.
Data l'incurabilità e il pericolo di morte causato dalla malattia, sofferti solo dagli eredi maschi, si decise di mantenere segreta la condizione dello zarevic al popolo russo. Come semplice portatrice del gene, Aleksandra Fëdorovna non era emofiliaca, ma molto probabilmente aveva una produzione inferiore al normale del fattore di coagulazione del sangue, avendo una sola copia del gene invece che due. Il suo stato di portatrice sana, in aggiunta alle sue preoccupazioni per il figlio, può oggi essere considerata una ragione per la sua salute cagionevole.
Inizialmente la sovrana si rivolse a medici russi per curare il bambino; i loro trattamenti generalmente fallivano, visto che non esistevano rimedi conosciuti. Oppressa dalla consapevolezza che ogni caduta o taglio avrebbe potuto uccidere il figlio, la zarina stessa si dedicò ancora più intensamente ad attività caritatevoli. Si rivolse a Dio per cercare conforto, familiarizzando con tutti i rituali e i santi della Chiesa ortodossa e trascorrendo molte ore a pregare nella sua cappella privata. Disperata, Aleksandra Fëdorovna si rivolse sempre più spesso a mistici e santoni: le cure di uno di questi, Grigorij Rasputin, sembravano d'altronde avere successo.
Lo stile di vita dissoluto di Rasputin condusse più volte Nicola a cercare di tenerlo a distanza dalla propria famiglia. Perfino quando alla zarina venne riferito dal direttore della polizia nazionale che il siberiano, ubriaco, si era esibito in un noto ristorante moscovita rivelando alla folla che lo zar lo accontentava in tutto, lei diede la colpa a delle chiacchiere maliziose. «I santi sono sempre eccessivi», scrisse. «Lui è odiato perché noi lo amiamo». Nicola non era sicuramente così cieco, ma anche lui si sentiva senza la forza di far qualcosa contro l'uomo che apparentemente salvava la vita al suo unico figlio. Un ministro dell'imperatore scrisse: «A lui non piaceva scacciare Rasputin, perché se Alessio fosse morto, agli occhi della madre, lo zar sarebbe stato l'assassino del suo proprio figlio».
Fin dall'inizio si potevano sentire pettegolezzi e risatine dietro le spalle di Rasputin. Benché alcuni rappresentanti di grado elevato del clero di San Pietroburgo accettassero Rasputin come un profeta vivente, altri lo classificavano rabbiosamente come un eretico e un ciarlatano. Storie e racconti dal suo villaggio natale in Siberia lo seguivano, come ad esempio quella che narrava come lui celebrasse matrimoni per i popolani in cambio della prima notte di nozze con la sposa. Nel suo appartamento di Pietroburgo, dove viveva con la figlia Maria, Rasputin veniva visitato da chiunque cercasse una benedizione, una guarigione o un favore dalla zarina. Le donne, incantate dalla sua grezza misticità di monaco, andavano da Rasputin per delle "benedizioni private". Rasputin amava predicare un'unica dottrina teologica e cioè che una persona avrebbe dovuto prima divenire famigliare con il peccato per poi poterlo affrontare.
Nel 1912 l'erede venne colpito da una forte emorragia alla coscia che lo portò in punto di morte, mentre era con la famiglia a Spala, in Polonia. Aleksandra Fëdorovna e lo Zar fecero i turni al suo capezzale e tentarono invano di confortarlo nel suo intenso dolore. All'imperatrice sembrava che Dio non ascoltasse le sue preghiere per il sollievo del figlio; credendo che lo zarevic sarebbe morto, Aleksandra Fëdorovna, angosciata, inviò un telegramma a Rasputin. Egli spedì immediatamente una risposta: «Dio ha visto le tue lacrime e sentito le tue preghiere. Non essere addolorata. Il piccolo non morirà. Non permettere che i dottori lo infastidiscano troppo». Il consiglio di Rasputin coincise proprio con dei segni di recupero da parte di Alessio e da quel momento in avanti la sovrana cominciò a fidarsi sempre più di lui e a credere alle sue abilità di alleviare le sofferenze del ragazzo. Questa sua fiducia accrebbe il potere politico di Rasputin, che arrivò a minare seriamente il governo Romanov durante la prima guerra mondiale.
La percepita interferenza di Rasputin nelle questioni politiche condusse in ultima istanza al suo assassinio nel dicembre 1916. Tra i cospiratori c'era un nobiluomo, il principe Feliks Jusupov, marito della principessa Irina di Russia, figlia della granduchessa Ksenija Aleksandrovna, sorella dello zar, e un membro della famiglia Romanov, il granduca Dmitrij Pavlovich.

### La prima guerra mondiale e la reggenza della zarina

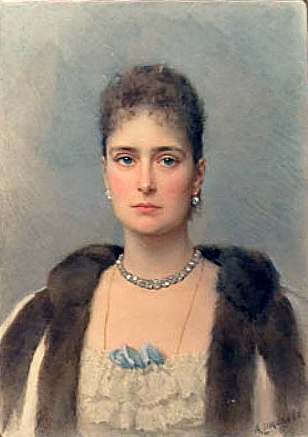
Ritratto dell'imperatrice Aleksandra Fëdorovna, eseguito nel 1901.

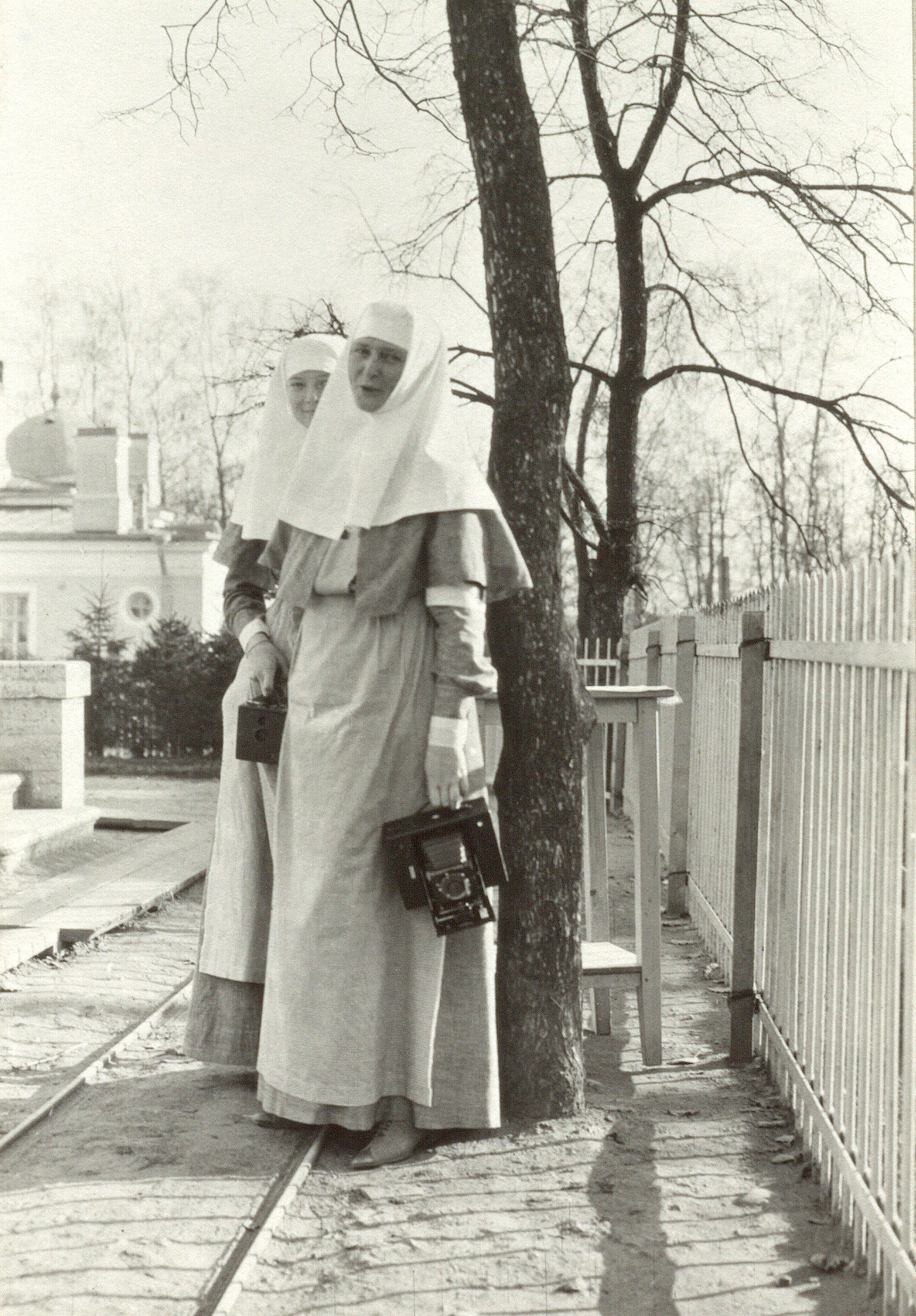
La zarina Alessandra insieme alla figlia Tatiana, con le loro macchine fotografiche Kodak Brownie, nei pressi del lazzaretto dove prestavano assistenza come crocerossine e infermiere ogni giorno, durante la guerra.

Lo scoppio della prima guerra mondiale fu un punto di svolta per la Russia e per Aleksandra Fëdorovna: il conflitto pose l'Impero russo dei Romanov contro l'assai più forte Impero tedesco della dinastia Hohenzollern. Quando l'imperatrice seppe della mobilitazione russa, irruppe nello studio del marito, sbattendo la porta dietro di lei; l'amica della zarina, Anna Vyrubova, sedeva all'esterno, aspettando e ascoltando le voci alterate che provenivano dalla stanza, che diventavano sempre più forti di minuto in minuto. Finalmente la porta si aprì e Aleksandra Fëdorovna corse fuori precipitandosi nella sua camera da letto. Anna la seguì e trovò la sovrana distesa sul letto che piangeva istericamente: «Guerra!», singhiozzò. «E io non ne sapevo nulla! Questo è la fine di tutto».
Il granducato d'Assia, governato da suo fratello, era parte dell'Impero tedesco ed era anche il luogo di nascita di Aleksandra Fëdorovna; questo la rese ancora più impopolare tra il popolo russo, che l'accusava di collaborare con i tedeschi. L'imperatore tedesco, Guglielmo II, era anche cugino di primo grado della zarina; ironicamente, una delle poche cose che la zarina e la suocera avevano in comune era la loro profonda avversione per il kaiser.
Quando lo zar si recò sul fronte nel 1915 per prendere il controllo personale dell'esercito, conferì ad Aleksandra Fëdorovna la carica di reggente che esercitava nella capitale San Pietroburgo. Il granduca Aleksandr Michajlovič Romanov riportò quanto segue: «Quando l'imperatore andò in guerra, naturalmente sua moglie governò al posto suo». Nei due anni e mezzo che seguirono, il potere del governo russo si deteriorò con una rapidità stupefacente che non ha paralleli nella storia moderna.
Aleksandra Fëdorovna non aveva esperienze di governo e continuamente nominava e rinominava nuovi e incompetenti ministri, il che impediva al governo di essere stabile o efficiente. Il coinvolgimento della zarina in politica era frutto della sua volontà, come si evince dalle frequenti lettere che scriveva al marito. Questo fatto si rivelò particolarmente pericoloso in una guerra di logoramento, dato che né le truppe né la popolazione civile erano adeguatamente rifornite. La reggente prestò molta attenzione ai consigli interessati di Rasputin. È stato riportato che quando la zarina incontrò Sir George Buchanan, l'ambasciatore britannico, lei gli disse: «Non ho pazienza con i ministri che gli impediscono di fare il suo dovere. La situazione richiede fermezza. L'imperatore, sfortunatamente, è debole; ma io non lo sono e intendo essere ferma». Aleksandra Fëdorovna era al centro di pettegolezzi crescenti ed estremamente pericolosi, tanto che molti la ritenevano essere una spia tedesca all'interno della corte russa.

### La rivoluzione
La prima guerra mondiale fu un peso che si rivelò insostenibile per il governo imperiale e per l'economia della Russia, entrambi pericolosamente deboli. I razionamenti e la fame divennero una situazione familiare per decine di milioni di russi a causa dei disagi causati dalla guerra. Quindici milioni di persone vennero sottratte alla produzione agricola per essere mandati a combattere e le infrastrutture di trasporto (principalmente le ferrovie) vennero convertite all'uso bellico, esacerbando il razionamento del cibo nelle città, dato che i prodotti disponibili non potevano essere portati nelle aree urbane. L'inflazione era galoppante e questo, combinato con la scarsità degli alimentari e i pochi risultati dei soldati russi nella guerra, generò una grande rabbia e uno spirito di ribellione tra il popolo a San Pietroburgo e nelle altre città russe.
La decisione dello zar di dirigere personalmente il comando militare, contrariamente a quanto consigliatogli, fu disastrosa, visto che venne direttamente incolpato per tutte le perdite. Il suo trasferimento al fronte, lasciando la zarina a governare, contribuì a indebolire le sorti della dinastia Romanov. Le scarse affermazioni dell'esercito portarono alla diffusione di voci secondo le quali l'imperatrice, di origine tedesca, prendeva parte a una cospirazione per aiutare la Germania a vincere la guerra. L'offensiva Brusilov lanciata a fine maggio 1916 si rivelò un disastro e fece addirittura perdere anche la Romania, frettolosamente entrata in guerra a fianco dell'Intesa nella speranza della riuscita dell'offensiva stessa. Il rigido inverno del 1916-1917 devastò la Russia imperiale: i razionamenti dei viveri e la carestia prostrarono le città; la cattiva gestione e i fallimenti bellici provocarono ribellioni dei soldati contro lo zar. L'umore delle truppe del tempo è probabilmente ben rappresentato da una scena del film di Jean Renoir, La grande illusione. Emblematico è anche l'episodio in cui Aleksandra Fëdorovna inviò numerosi pacchi ai prigionieri di guerra russi: eccitati all'idea di ricevere la vodka, li aprirono trovandovi tante bibbie e prontamente insorsero.
Nel marzo 1917 le condizioni peggiorarono ulteriormente: i lavoratori delle acciaierie incominciarono a scioperare il 7 marzo e, il giorno seguente, la Giornata internazionale della donna, folle affamate iniziarono ad occupare le strade di San Pietroburgo per protestare contro la scarsità di cibo e la guerra. Dopo due giorni di sommossa, Nicola II ordinò all'esercitò di ripristinare l'ordine e l'11 marzo i militari spararono sulle persone. Quello stesso giorno la Duma, l'organo legislativo elettivo, fece pressioni sullo zar affinché prendesse posizione nel migliorare le condizioni di vita del popolo, ma egli rispose sciogliendola.
Il 12 marzo i soldati inviati a sedare i rivoltosi si ammutinarono e si unirono alla sommossa, fornendo così la scintilla che diede il via alla rivoluzione di febbraio (come la seguente rivoluzione d'ottobre del novembre 1917, le rivoluzioni russe del 1917 prendono i loro nomi dal vecchio calendario in vigore all'epoca in Russia). Militari e lavoratori costituirono il Soviet di Pietrogrado, composto di 2500 deputati eletti, mentre la Duma dichiarò il governo provvisorio il 13 marzo. Aleksandr Kerenskij fu un protagonista del nuovo regime. La Duma informò quindi lo zar che quel giorno avrebbe dovuto abdicare.
Nel tentativo di porre fine alla rivolta nella capitale, il sovrano tentò di giungere a San Pietroburgo in treno dal quartier generale dell'esercito a Mogilëv. Il tragitto era però bloccato, così provò a percorrere un'altra strada, ma il suo treno venne nuovamente fermato a Pskov dove, dopo essere stato consigliato dai suoi generali, lui subito abdicò al trono per se stesso e, in seguito, dopo un consulto medico, anche per lo zarevic Alessio. Aleksandra Fëdorovna era ora in una posizione pericolosa, essendo la moglie dello zar deposto e odiato dai russi. Fu finalmente concesso a Nicola di far ritorno al Palazzo di Alessandro a Carskoe Selo, dove venne arrestato insieme alla famiglia. Nonostante il fatto che fosse cugino sia di Alessandra che di Nicola, il re Giorgio V del Regno Unito rifiutò di concedere loro la possibilità di trasferirsi in Gran Bretagna, dato che era allarmato dalla loro impopolarità nel suo Paese e dalle possibili ripercussioni sul proprio trono.

### La prigionia
Il governo provvisorio russo, formatosi dopo la rivoluzione, tenne Nicola II, Aleksandra Fëdorovna e i figli confinati nella loro residenza principale, il Palazzo di Alessandro a Carskoe Selo, finché non vennero decentrati a Tobol'sk, in Siberia, nell'agosto 1917. Questo trasferimento fu deciso dal governo Kerensky per allontanarli dalla capitale e da eventuali pericoli. Da Tobol'sk, Aleksandra Fëdorovna riuscì ad inviare una lettera alla cognata, Ksenija Aleksandrovna, in Crimea: 

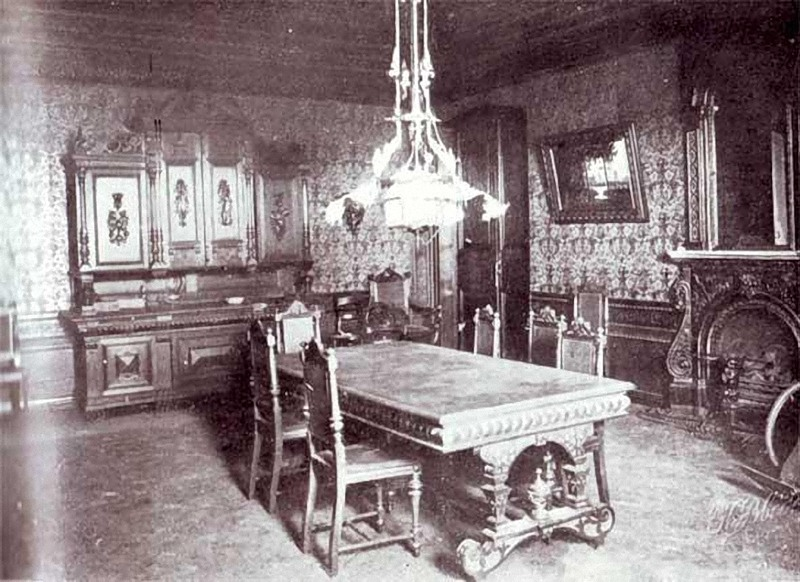
Casa Ipat'ev: la sala da pranzo

Aleksandra Fëdorovna e la sua famiglia rimasero a Tobol'sk fin dopo la rivoluzione bolscevica del novembre 1917 e vennero successivamente condotti ad Ekaterinburg, controllata dai bolscevichi, nel 1918. L'ex zar vi venne deportato assieme ad Aleksandra Fëdorovna e alla figlia Maria, giungendo a Casa Ipat'ev il 30 aprile 1918. Entrando nella nuova prigione, vennero obbligati ad aprire tutti i loro bagagli; l'ex zarina immediatamente si rifiutò e Nicola tentò di difenderla dicendo: «Finora ci è stato riservato un trattamento cortese e abbiamo avuto a che fare con gentiluomini, ma ora…». Egli venne immediatamente messo a tacere: le guardie lo informarono che non era più a Carskoe Selo e che il suo rifiuto di osservare le loro richieste avrebbe portato al suo allontanamento dalla famiglia; una seconda offesa sarebbe stata punita più duramente. Temendo per la sicurezza del marito, Aleksandra Fëdorovna si arrese e acconsentì alla perquisizione. Sull'intelaiatura della finestra di quella che sarebbe stata la sua ultima camera da letto, a Casa Ipat'ev, ella incise una svastica, il suo simbolo porta fortuna preferito, e scrisse la data del 17/30 aprile 1918. Nel mese di maggio gli altri figli arrivarono ad Ekaterinburg: non avevano potuto raggiungerli prima a causa della malattia di Alessio e Aleksandra Fëdorovna fu felice di vedere riunita la sua famiglia ancora una volta.
Settantacinque uomini prestavano servizio di guardia a Casa Ipat'ev; molti di essi erano operai delle locali fabbriche Zlokazovsyj e Verkij-Isetsk. Il comandante della casa-prigione Aleksandr Avadeev, venne descritto come un «vero bolscevico»; la maggioranza delle testimonianze lo ricorda come un gran bevitore, gretto e bruto. Se una richiesta di favori per la famiglia imperiale raggiungeva Avadeev, lui dava sempre la solita risposta: «Che vadano al diavolo!». Le guardie della casa spesso lo sentirono riferirsi allo zar deposto come «Nicola il succhia-sangue» e ad Aleksandra Fëdorovna come «la cagna tedesca».

Per i Romanov la vita a Casa Ipat'ev era un incubo di incertezze e di timori: la famiglia imperiale non sapeva mai se l'indomani sarebbe rimasta a Casa Ipat'ev o se sarebbe stata separata o uccisa. I privilegi loro accordati erano pochi: ogni pomeriggio, per un'ora circa, potevano fare esercizio fisico nel giardino sul retro sotto gli occhi attenti delle guardie; Alessio Nicolaevič, che non era sempre in grado di camminare, veniva trasportato in braccio dal suo marinaio Nagornyj. Aleksandra Fëdorovna raramente si univa ai suoi familiari in queste attività quotidiane, spendendo invece la maggior parte del suo tempo seduta su una sedia a rotelle, leggendo la Bibbia o i lavori di san Serafim. La sera i Romanov giocavano a carte o leggevano: ricevevano poca posta dal mondo esterno e gli unici quotidiani che erano loro concessi erano datati. Una delle guardie, Anatolij Jakimov, osservò la famiglia e ricordò: 

Adesso si sa che Lenin in persona ordinò l'esecuzione della famiglia imperiale, benché i resoconti ufficiali del Soviet attribuissero la responsabilità della decisione al governo regionale degli Urali. Trotsky, nel suo diario, chiarisce che la fucilazione avvenne sotto l'autorità di Lenin. Trotsky scrisse: 
Il 4 luglio 1918 Jakov Jurovskij, il capo della Čeka di Ekaterinburg, venne nominato comandante di Casa Ipat'ev. Jurovskij era un bolscevico leale, un uomo su cui Mosca poteva contare per eseguire gli ordini riguardanti la famiglia imperiale. Jurovskij aumentò velocemente le misure di sicurezza, raccolse tutti i gioielli e gli oggetti di valore della famiglia imperiale e li pose in una scatola che sigillò e lasciò ai prigionieri. Aleksandra Fëdorovna tenne con sé solamente due braccialetti che lo zio Leopoldo, duca di Albany, le aveva regalato quando ancora era una bambina e che non riusciva a levare. Jurovskij non sapeva però che l'ex zarina e le sue figlie portavano sulla loro persona, nascosti negli indumenti, diamanti, smeraldi, rubini e fili di perle. Questi vennero scoperti solamente dopo i loro omicidi. Jurovskij diede l'ordine di ucciderli il 13 luglio.

La domenica, il 14 luglio 1918, due preti vennero a Casa Ipat'ev per celebrare la liturgia divina. Uno dei preti, Padre Storožev, successivamente ricordò: 

### La fucilazione

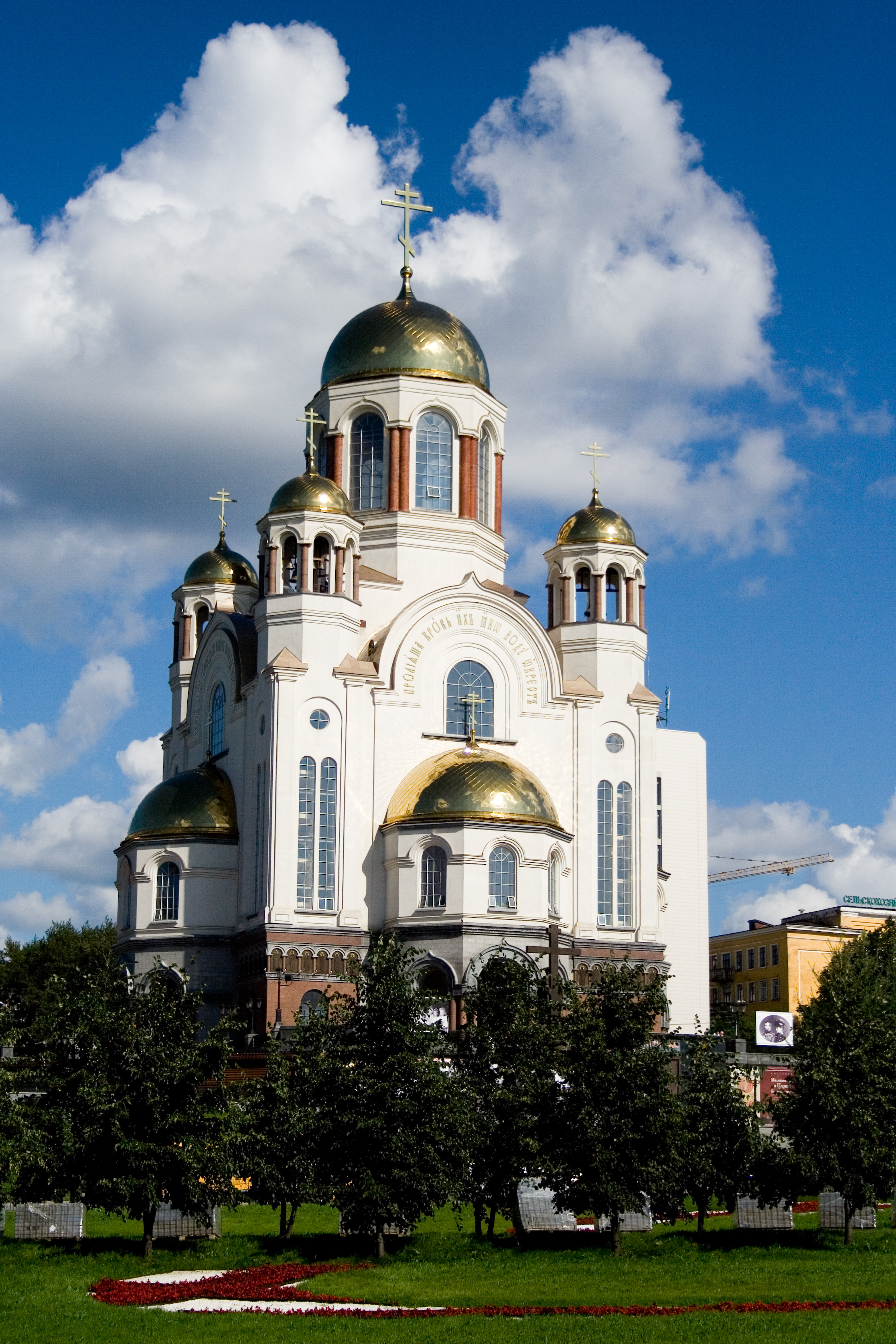
Ekaterinburg, Cattedrale sul sangue, costruita sul luogo dove sorgeva Casa Ipat'ev.

Martedì 16 luglio 1918 l'alba era calda e polverosa ad Ekaterinburg e il giorno trascorse normalmente per l'ex famiglia imperiale. Alle 16:00 Nicola e le figlie fecero la loro consueta passeggiata nel piccolo giardino. Una volta giunta sera Jurovskij mandò via lo sguattero di cucina quindicenne Leonid Sedinev, dicendo che lo zio desiderava vederlo. Alle 19:00 Jurovskij convocò tutti gli uomini della Čeka nella sua stanza e ordinò loro di prendere delle rivoltelle dalle guardie che stavano all'esterno. Con dodici pesanti pistole e con i militari di fronte a lui sul tavolo, disse: «Stasera fucileremo l'intera famiglia, tutti quanti». Di sopra Nicola e Aleksandra Fëdorovna trascorrevano il tempo giocando a carte e alle 22:30 si recarono a letto. Gli ex imperatori e tutta la loro famiglia, incluso Alessio, gravemente ammalato, assieme a numerosi domestici, vennero fucilati nella cantina di Casa Ipat'ev alle prime ore del mattino del 17 luglio 1918, nella quale erano stati tradotti dopo essere stati svegliati bruscamente da un distaccamento di bolscevichi guidati da Jurovskij.
Nicola chiese – e ottenne – alle guardie tre sedie, in particolare per la moglie e il figlio Alessio, in attesa in piedi già da diversi minuti. Alcuni istanti dopo una squadra di soldati, ognuno di essi armato di una rivoltella, entrò nella stanza. Il loro capo Jurovskij esclamò disinvoltamente: «I vostri parenti hanno cercato di salvarvi. Hanno fallito e ora dobbiamo spararvi». Nicola si alzò dalla sua sedia ed ebbe solo il tempo di dire: «Cosa...?» prima che venisse colpito alla testa. Aleksandra Fëdorovna poté vedere l'omicidio del marito e di due servi prima che il commissario militare Peter Ermakov la uccidesse con un colpo di pistola al lato sinistro della testa, mentre stava facendosi il segno della croce. Ermakov, tra i fumi dell'alcool, pugnalò il suo cadavere e quello del marito, frantumando le loro gabbie toraciche. Poco dopo Aleksandra Fëdorovna giaceva accanto al marito Nicola in una pozza di sangue.

### L'identificazione dei resti

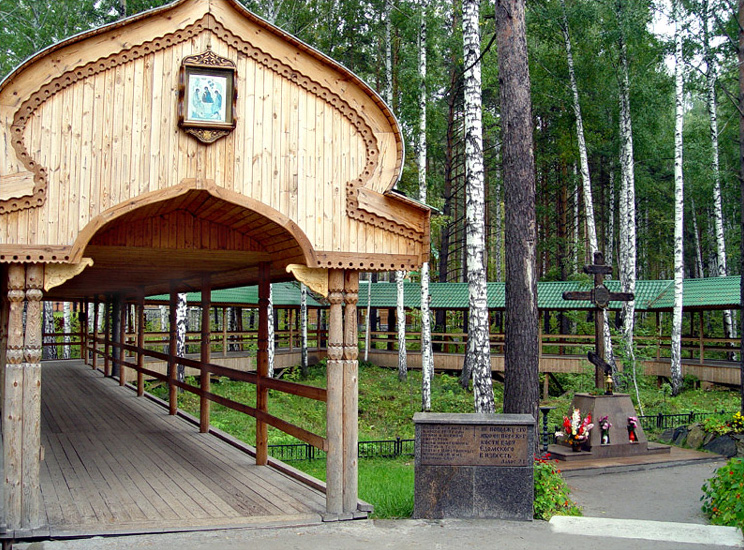
La foresta di Ganina Jama, dove vennero nascosti i cadaveri della famiglia imperiale

Dopo l'esecuzione dei Romanov a Casa Ipat'ev, il corpo di Aleksandra Fëdorovna, assieme a quello di Nicola, dei figli e dei fedeli servitori che morirono con loro, venne spogliato e i vestiti bruciati, seguendo le indicazioni di Jurovskij. Inizialmente i cadaveri vennero gettati nel pozzo di una miniera non utilizzata a Ganina Jama, diciannove chilometri a nord di Ekaterinburg. Poco tempo dopo vennero recuperati, i volti fracassati, i corpi smembrati e sfigurati con acido solforico, infine rapidamente sepolti sotto un binario morto, ad eccezione dei cadaveri di due dei principi che vennero scoperti solamente nel 2007 in un altro luogo.
Il 12 aprile 1989 il giornale sovietico Notizie da Mosca riportò l'articolo La terra rivela i suoi segreti in cui lo scrittore Gelij Rjabov sosteneva di sapere dove fossero sepolti i corpi della famiglia dell'ultimo zar. Una settimana prima, Gorbačëv era stato in viaggio ufficiale in Gran Bretagna e aveva invitato la regina Elisabetta II in Unione Sovietica: sarebbe stata la prima sovrana a visitare il Paese sovietico e la stampa britannica rilevò che era inopportuno che compisse tale viaggio fino a quando neppure si sapeva che ne era stato dei corpi dei suoi cugini. Elisabetta II accettò in ogni caso, ma sembra che tra le condizioni poste dalla sovrana ci fosse un chiarimento sulla fine della famiglia imperiale: né la Casa Reale né Gorbačëv lo ammisero, ma la concomitanza di queste voci con la pubblicazione dell'articolo una settimana dopo fu rilevata.
Il giornalista Rjabov scrisse di avere incontrato i figli di Jurovskij, che gli raccontarono quanto il padre aveva loro rivelato sull'omicidio e sulla necessità di nascondere la morte della zarina e soprattutto dei figli e gli consegnarono gli appunti paterni sul fatto. Rjabov, che lavorava presso il Ministero degli Interni, poté consultare gli archivi del Cremlino e dopo lunghi studi, il 30 maggio 1979, ritrovò la fossa, delle dimensioni di due metri per tre e profonda meno di uno, che si trovava sotto uno strato di terreno vergine. Gli scopritori affondarono le mani nella terra e toccarono otto o nove scheletri, prima di riesumare tre crani, che giudicarono essere quelli dello zar, della zarina e di un granduca. Non fu «difficile identificarli, dato il numero dei corpi, la natura delle ferite, i denti finti che erano stati spesso menzionati nelle pubblicazioni straniere e, intorno ai corpi, i resti di vasi di ceramica frantumati che avevano contenuto l'acido».
I corpi, gettati in fretta l'uno sull'altro, erano in parte ancora avvolti dalle corde impiegate per recuperarli dal pozzo dopo la prima sepoltura: vennero fotografati e poi furono risepolti, nell'attesa che le scoperte potessero essere pubblicate senza problemi. Benché la ricostruzione compiuta dal giornalista fosse sostanzialmente corretta, egli non era in grado di compiere un valido riconoscimento dei corpi, mancando di schede odontoiatriche e di altre apparecchiature. Con la politica di Glasnost' di Gorbačëv, Rjabov non subì alcuna condanna o problema ed egli addirittura poté non consegnare alle autorità i propri appunti sull'ubicazione della fossa dicendo che lo avrebbe fatto solo quando gli sarebbe stato assicurato che i resti avrebbero avuto una sepoltura cristiana.
Il 13 luglio 1991 le autorità sovietiche, basandosi sulle annotazioni di Jurovskij, trovarono per conto proprio la fossa e iniziarono gli scavi ufficiali: la cavità si presentava danneggiata sia dagli scavi di Rjabov di dodici anni prima che dal più recente passaggio di un cavo elettrico: furono disseppelliti nove corpi, quando avrebbero dovuto essercene undici, e vennero portati al dipartimento di patologia criminale di Sverdlovsk, che di lì a poco avrebbe riassunto nuovamente il nome di Ekaterinburg. Il dipartimento giovanile del Partito Comunista dell'Unione Sovietica organizzò un dibattito pubblico, invitando storici, archeologi, patologi ed esperti sui Romanov, da tenersi ad agosto; il Colpo di Stato preparato in quel mese annullò però l'evento.
Nell'autunno 1991 Vladislav Plaskin, capo ispettore del Ministero della Sanità, guidò un gruppo di medici per le indagini sull'identificazione dei cadaveri: dopo aver recuperato tutte le ossa, mediante svariate ricognizioni nella foresta presso Ekaterinburg, giunsero ai primi risultati. Il cranio di Aleksandra Fëdorovna mostrava una ferita da arma da fuoco in faccia, che aveva distrutto il setto nasale, gli zigomi, la mascella e la parte superiore della fronte. Nel febbraio 1992 i funzionari locali chiesero al Segretario di Stato statunitense James Baker, in visita nel luogo, l'assistenza di una organizzazione indipendente. Il 22 giugno 1992 Segej Abramov, collaboratore di Plaskin, annunciò che si era giunti al riconoscimento certo di quel che rimaneva di Nicola II, Aleksandra Fëdorovna e del dottor Borkin; il 19 luglio arrivarono gli specialisti statunitensi per ulteriori indagini. L'11 dicembre 1992 i resti dell'imperatrice vennero individuati anche dai medici legali riuniti presso l'Ufficio scientifico Nazionale ad Aldermaston in Inghilterra. Nell'autunno precedente i russi avevano inviato nove ossa femorali sinistre, che vennero sottoposte a un test del DNA: si scelse di confrontare il DNA mitocondriale e non quello cromosomico, perché viene trasmesso per linea materna e si mantiene quasi invariato.

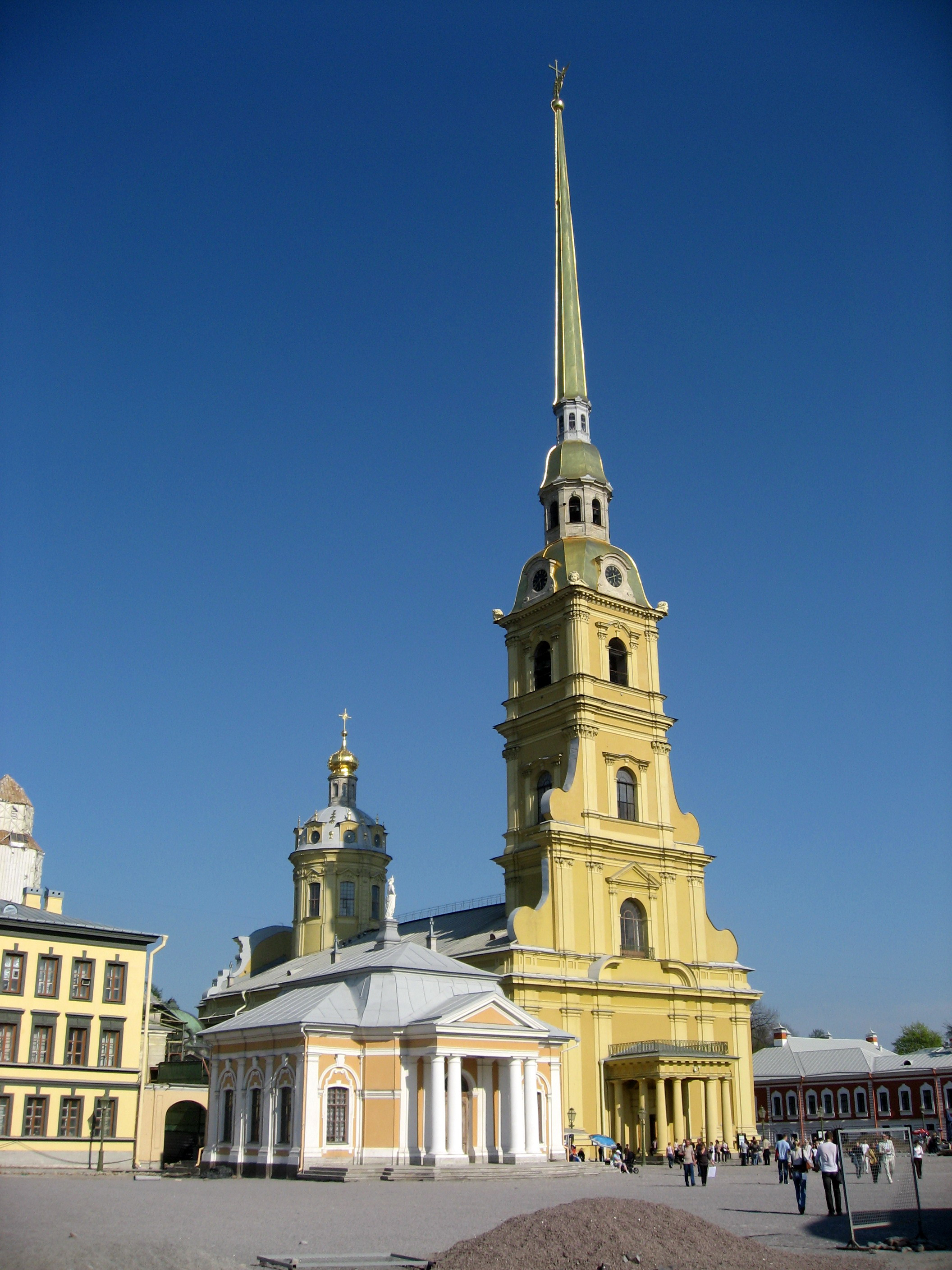
Cattedrale dei Santi Pietro e Paolo (San Pietroburgo).

Un campione di sangue del principe Filippo, duca di Edimburgo (marito della regina Elisabetta II del Regno Unito e figlio della figlia della sorella maggiore di Aleksandra Fëdorovna, principessa Vittoria d'Assia e del Reno) è stato impiegato per identificare la zarina e le figlie; essi appartengono tutti all'aplogruppo H (mtDNA). Nicola è stato identificato grazie al DNA ottenuto, tra gli altri, dal fratello granduca Georgij Aleksandrovič di Russia; Georgij morì infatti di tubercolosi nei tardi anni 1890 e venne sepolto nella fortezza dei santi Pietro e Paolo a San Pietroburgo.
Nel 2007 risultavano quindi mancanti i corpi di una delle granduchesse (Maria o Anastasia) e di Alessio. Un rapporto segreto di Jurovskij, che venne alla luce a fine anni settanta, ma che non fu reso pubblico fino agli anni novanta, aiutò le autorità a rintracciarli.
Il 23 agosto 2007 uno dei prosecutori dell'inchiesta sui due corpi scomparsi, Sergej Pogorelov, dichiarò da Ekaterinburg che «delle ossa trovate in un'area di terra bruciata presso Ekaterinburg appartengono a un ragazzo e a una ragazza all'incirca della stessa età di Alessio e di una delle sue due più giovani sorelle». Lo scienziato locale Nikolaj Nevolin affermò che un test sui resti sarebbe presto stato avviato. Il 28 settembre venne annunciato dalle autorità regionali che la probabilità che le ossa appartenessero ai due figli di Nicola II era «molto alta». I primi risultati delle analisi genetiche sui resti sono stati resi noti il 22 gennaio 2008. Nevolin disse: «I test condotti ad Ekaterinburg e Mosca hanno permesso di estrarre il DNA dalle ossa e hanno dato esito positivo. Una volta che l'analisi sarà completata in Russia, i suoi risultati saranno comparati con quelli di esperti stranieri». Nevolin annunciò quindi che i risultati definitivi sarebbero stati pubblicati nell'aprile o maggio 2008.
Il 30 aprile 2008, in seguito alla pubblicazione dei test del DNA da parte del laboratorio statunitense che aveva in esame i resti ritrovati nell'estate precedente, vennero quindi definitivamente individuati i corpi della granduchessa Maria e dello zarevic Alessio. Lo stesso giorno le autorità russe comunicarono ufficialmente che l'intera famiglia era ormai stata identificata.

### Sepoltura e canonizzazione

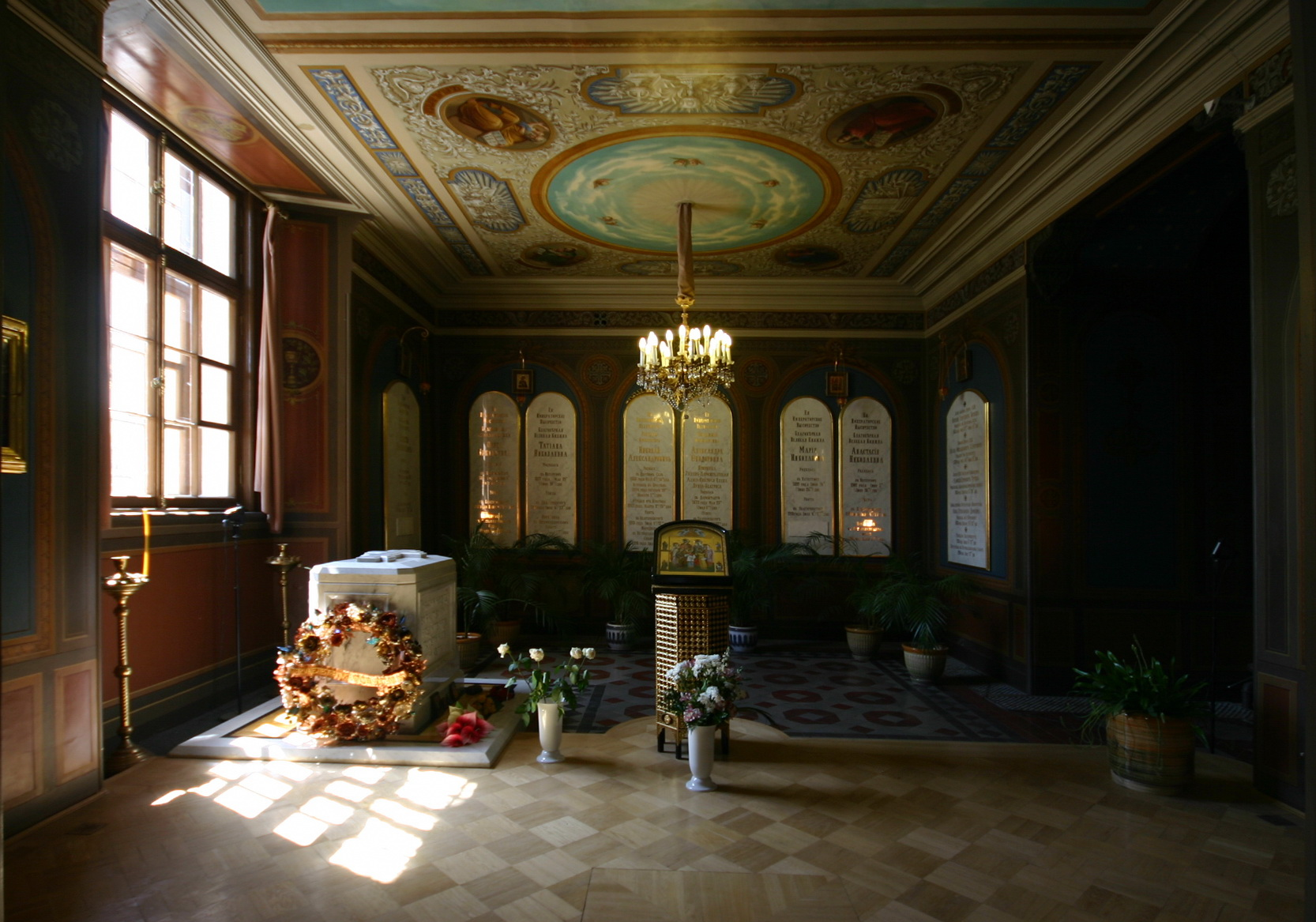
Cappella di Santa Caterina Martire nella cattedrale dei Santi Pietro e Paolo (San Pietroburgo): al centro i sepolcri dello zar e della zarina, circondati da quelli dei cinque figli

Alessandra, Nicola e tre delle figlie vennero risepolti nella cappella di Santa Caterina della cattedrale dei Santi Pietro e Paolo all'interno dell'omonima fortezza di San Pietroburgo nel 1998, con una sfarzosa cerimonia, nell'ottantesimo anniversario della loro esecuzione.
Nel 2000 Alessandra venne canonizzata dalla Chiesa ortodossa russa assieme al marito Nicola, ai figli e ad altri, inclusa la sorella Elisabetta e la sua compagna suora, Varvara, come nuovo martire.

## Titoli nobiliari e onorificenze

### Titoli nobiliari
- Sua Altezza granducale la principessa Alice d'Assia e del Reno (1872-1894)
- Sua Altezza imperiale la granduchessa Aleksandra Fëdorovna, zarevna di Russia (di cui fu insignita nel 1894 prima del suo matrimonio da Alessandro III)
- Sua Maestà imperiale l'imperatrice di Tutte le Russie (1894-1917)
- Sua Altezza granducale la principessa Alessandra d'Assia e del Reno (1917-1918)

## Nella cultura di massa

### Cinema
La figura di Aleksandra Fëdorovna e la sua vita ispirarono molti film, tra i quali:
- Una versione piuttosto romanzata della vita di Aleksandra Fëdorovna è stata rappresentata nel film del 1971 Nicola e Alessandra, basato sul libro dallo stesso titolo di Robert K. Massie, in cui la Zarina è rappresentata da Janet Suzman;
- Rasputin e l'imperatrice (1932), film meno famoso del processo cui diede il via; Aleksandra Fëdorovna è interpretata da Ethel Barrymore;
- Rasputin, il monaco folle, film del 1966 poco aderente alla realtà storica dei fatti, nel quale Renée Asherson recita la parte dell'Imperatrice;
- Il film del 1974 Fall of Eagles, una serie della BBC sul declino delle case reali europee. Aleksandra Fëdorovna, interpretata da Gayle Hunnicutt, è un personaggio molto importante della serie;
- Rasputin: Dark Servant of Destiny è un film per la televisione della HBO del 1996, per il quale Greta Scacchi vinse l'Emmy Award per la sua interpretazione della zarina Aleksandra Fëdorovna;
- L'episodio Love and Revolution dedicato alla caduta della dinastia Romanov, facente parte della serie A Royal Family della televisione danese, dedicata ai discendenti di re Cristiano IX di Danimarca.

## Ascendenza
|                                                             |                                     |                                                 | Genitori                                        |  |  | Nonni |  |  | Bisnonni         |  |  | Trisnonni       |  |
|                                                             |                                     |                                                 |                                                 |  |  |       |  |  | Luigi II d'Assia |  |  | Luigi I d'Assia |  |
|                                                             |                                     |                                                 |                                                 |  |  |       |  |  | Luigi II d'Assia |  |  | Luigi I d'Assia |  |
|                                                             |                                     | Luisa d'Assia-Darmstadt                         |                                                 |  |  |       |  |  | Luigi II d'Assia |  |  |                 |  |
| Carlo d'Assia                                               |                                     |                                                 |                                                 |  |  |       |  |  | Luigi II d'Assia |  |  |                 |  |
|                                                             |                                     | Guglielmina di Baden                            | Carlo Luigi di Baden                            |  |  |       |  |  |                  |  |  |                 |  |
|                                                             |                                     | Guglielmina di Baden                            | Carlo Luigi di Baden                            |  |  |       |  |  |                  |  |  |                 |  |
|                                                             |                                     | Guglielmina di Baden                            | Amalia d'Assia-Darmstadt                        |  |  |       |  |  |                  |  |  |                 |  |
| Luigi IV d'Assia                                            |                                     | Guglielmina di Baden                            |                                                 |  |  |       |  |  |                  |  |  |                 |  |
|                                                             |                                     | Federico Guglielmo Carlo di Prussia             | Federico Guglielmo II di Prussia                |  |  |       |  |  |                  |  |  |                 |  |
|                                                             |                                     | Federico Guglielmo Carlo di Prussia             | Federico Guglielmo II di Prussia                |  |  |       |  |  |                  |  |  |                 |  |
|                                                             |                                     | Federico Guglielmo Carlo di Prussia             | Federica Luisa d'Assia-Darmstadt                |  |  |       |  |  |                  |  |  |                 |  |
| Elisabetta di Prussia                                       |                                     | Federico Guglielmo Carlo di Prussia             |                                                 |  |  |       |  |  |                  |  |  |                 |  |
|                                                             |                                     | Maria Anna d'Assia-Homburg                      | Federico V d'Assia-Homburg                      |  |  |       |  |  |                  |  |  |                 |  |
|                                                             |                                     | Maria Anna d'Assia-Homburg                      | Federico V d'Assia-Homburg                      |  |  |       |  |  |                  |  |  |                 |  |
|                                                             |                                     | Maria Anna d'Assia-Homburg                      | Carolina d'Assia-Darmstadt                      |  |  |       |  |  |                  |  |  |                 |  |
| Alessandra Feodorovna Romanova nata Alice d'Assia-Darmstadt |                                     | Maria Anna d'Assia-Homburg                      |                                                 |  |  |       |  |  |                  |  |  |                 |  |
|                                                             | Ernesto I di Sassonia-Coburgo-Gotha | Francesco Federico di Sassonia-Coburgo-Saalfeld |                                                 |  |  |       |  |  |                  |  |  |                 |  |
|                                                             | Ernesto I di Sassonia-Coburgo-Gotha | Francesco Federico di Sassonia-Coburgo-Saalfeld |                                                 |  |  |       |  |  |                  |  |  |                 |  |
|                                                             | Ernesto I di Sassonia-Coburgo-Gotha | Augusta di Reuss-Ebersdorf                      |                                                 |  |  |       |  |  |                  |  |  |                 |  |
| Alberto di Sassonia-Coburgo-Gotha                           | Ernesto I di Sassonia-Coburgo-Gotha |                                                 |                                                 |  |  |       |  |  |                  |  |  |                 |  |
|                                                             |                                     | Luisa di Sassonia-Gotha-Altenburg               | Augusto di Sassonia-Gotha-Altenburg             |  |  |       |  |  |                  |  |  |                 |  |
|                                                             |                                     | Luisa di Sassonia-Gotha-Altenburg               | Augusto di Sassonia-Gotha-Altenburg             |  |  |       |  |  |                  |  |  |                 |  |
|                                                             |                                     | Luisa di Sassonia-Gotha-Altenburg               | Luisa Carlotta di Meclemburgo-Schwerin          |  |  |       |  |  |                  |  |  |                 |  |
| Alice di Sassonia-Coburgo-Gotha                             |                                     | Luisa di Sassonia-Gotha-Altenburg               |                                                 |  |  |       |  |  |                  |  |  |                 |  |
|                                                             |                                     | Edoardo Augusto di Hannover                     | Giorgio III del Regno Unito                     |  |  |       |  |  |                  |  |  |                 |  |
|                                                             |                                     | Edoardo Augusto di Hannover                     | Giorgio III del Regno Unito                     |  |  |       |  |  |                  |  |  |                 |  |
|                                                             |                                     | Edoardo Augusto di Hannover                     | Carlotta di Meclemburgo-Strelitz                |  |  |       |  |  |                  |  |  |                 |  |
| Vittoria del Regno Unito                                    |                                     | Edoardo Augusto di Hannover                     |                                                 |  |  |       |  |  |                  |  |  |                 |  |
|                                                             |                                     | Vittoria di Sassonia-Coburgo-Saalfeld           | Francesco Federico di Sassonia-Coburgo-Saalfeld |  |  |       |  |  |                  |  |  |                 |  |
|                                                             |                                     | Vittoria di Sassonia-Coburgo-Saalfeld           | Francesco Federico di Sassonia-Coburgo-Saalfeld |  |  |       |  |  |                  |  |  |                 |  |
|                                                             |                                     | Vittoria di Sassonia-Coburgo-Saalfeld           | Augusta di Reuss-Ebersdorf                      |  |  |       |  |  |                  |  |  |                 |  |
|                                                             |                                     | Vittoria di Sassonia-Coburgo-Saalfeld           |                                                 |  |  |       |  |  |                  |  |  |                 |  |